# عقد 1890
| 1890 \| 1891 \| 1892 \| 1893 \| 1894 \| 1895 \| 1896 \| 1897 \| 1898 \| 1899 |

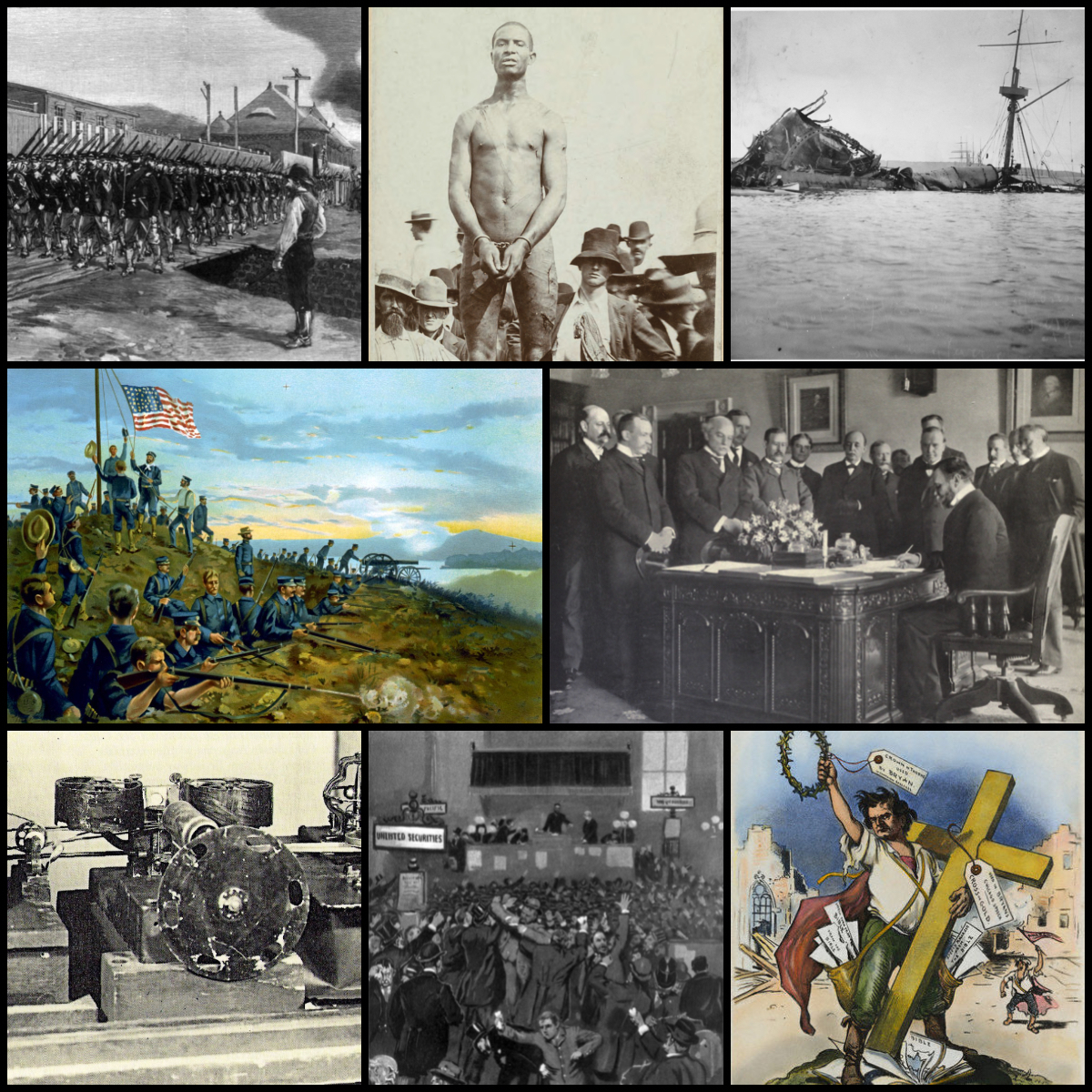
من اليسار، في اتجاه عقارب الساعة: عمال النقابات في مصنع كارنيجي للصلب يذهبون إلى إضراب يعرف لاحقاً باسم إضراب هومستيد في عام 1892. بليـس فيرغسون يؤسس مبدأ العزل العنصري ويؤدي إلى قوانين جيم كرو؛ يو إس إس مين تغرق في ميناء هافانا في عام 1898م مما أثار الحرب الإسبانية الأمريكية; الولايات المتحدة تدفع 20 مليون دولار للحصول على الفلبين من إسبانيا في معاهدة باريس؛ رسم كاريكاتوري يسخر من خطاب صليب الذهب الذي ألقاه ويليام جينينغز بريان الذي يجادل ضد معيار الذهب. الذعر من 1893م يحرض على الكساد الاقتصادي الذي يستمر لعقد 1890; توماس أديسون يخترع كينتوسكوب، مثال مبكر من التكنولوجيا المتحركة والصورة؛ مشاة البحرية الأمريكية يرفعون العلم الأمريكي خلال الحملة البرية لكوبا في الحرب الإسبانية الأمريكية.

عقد 1890 بدأ في 1 يناير 1890م وانتهى في 31 ديسمبر 1899م، وأحيانا يُشار إليه باسم «عقد الموف»  -لأن صبغة الأنيلين التي ابتكرها ويليام هنري بيركن سمحت باستخدام اللون في الأزياء على نطاق واسع - وعُرفت أيضاً باسم «التسعينيّات السعيدة»، في إشارة إلى أنه نُظر إليها بكونها مليئة بالاحترام والتفاؤل. ولم تُصغ هذه العبارة حتى العشرينيات القرن التالي. وكان هذا العقد أيضاً جزءاً من العصر المذهب، وهي عبارة صاغها مارك توين، مشيراً إلى حقبة من الازدهار انتشرت فيها الجريمة والفقر. اتسم العقد في الولايات المتحدة بفترة من الكساد الاقتصادي الشديد الذي أنتجه ذعر العام 1893، فضلاً عن العديد من الإضرابات بين القوى العاملة في مجال الصناعة.

## الحروب والصراعات

### الحروب
- حرب فرانكو داهومي الأولى (1890)

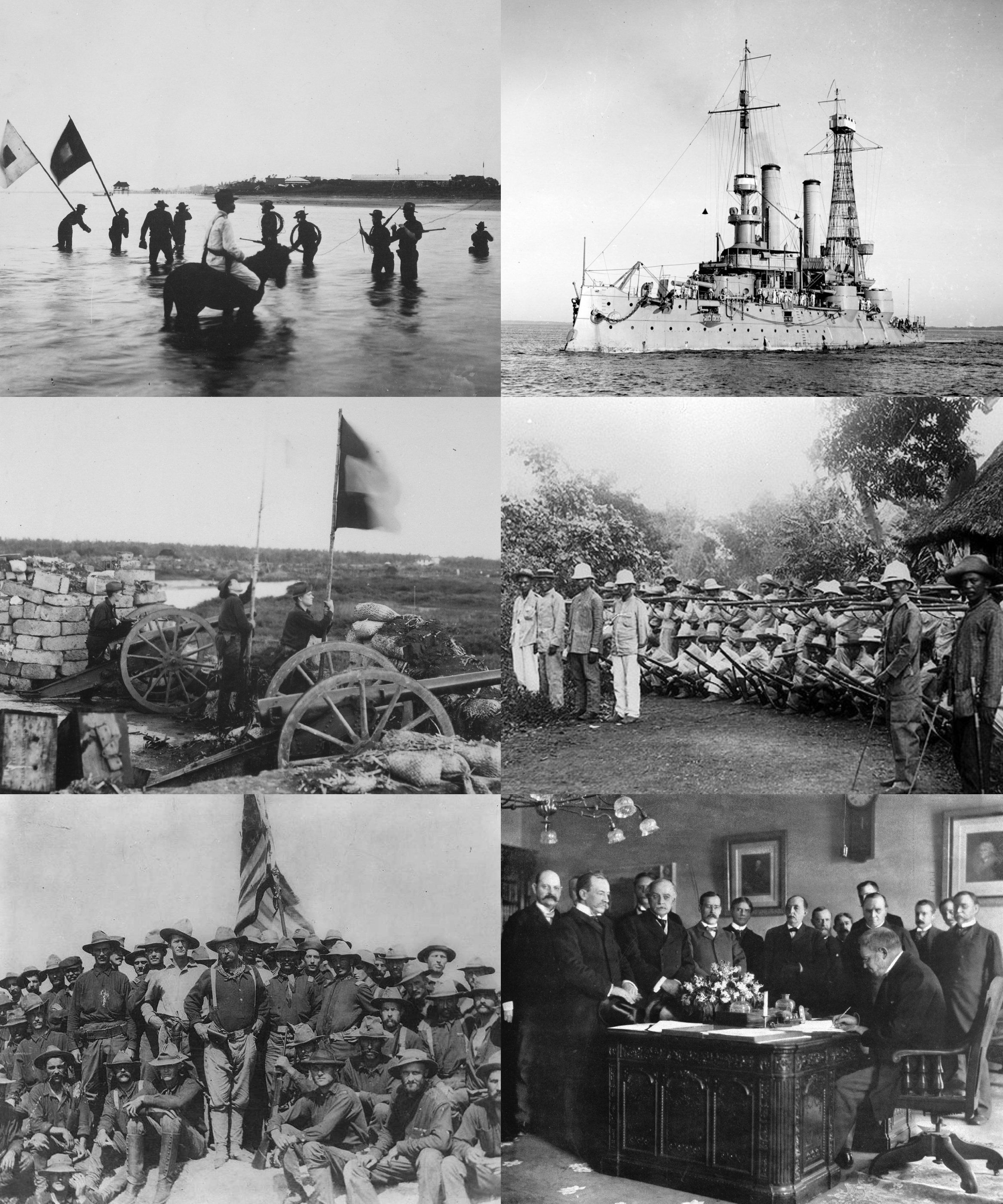
الحرب الأسبانية الأمريكية.

- حرب فرانكو داهومي الثانية (1892-1894)
- الحرب الصينية اليابانية الأولى (1894-1895)
- الحرب الإيطالية الإثيوبية الأولى (1895-1896)
- الحرب العثمانية اليونانية(1897)
- الحرب الإسبانية الأمريكية (1898)
- الحرب الفلبينية الأمريكية (1899-1902)
- حرب البوير الثانية (1899-1902)

### الحروب والصراعات
- • 1890: مذبحة الركبة الجريحة في ساوث داكوتا. في 29 ديسمبر 1890 365 جنديًا من سلاح الفرسان السابع الأمريكي، معسكرًا لـ ميني كونجو (لاكوتا) وهانكبابا سيوكس (لاكوتا) بالقرب من خور الركبة الجريح في داكوتا الجنوبية.[2] تلقى الجيش أوامر بمرافقة سيوكس إلى خط السكة الحديد لنقلها إلى أوماها، نبراسكا. قبل ذلك بيوم واحد، حوصرت قبيلة سيوكس ووافقت على تسليم نفسها في محمية باين ريدج الهندية في ساوث داكوتا. وأثناء عملية نزع سلاح قبيلة سيوكس، لم يتمكن رجل قبيلة أصم يُدعى بلاك كويوت من سماع الأمر بالتخلي عن بندقيته وكان متردداً في القيام بذلك.[2] وتصاعدت المشاجرة حول بندقيته إلى مواجهة شاملة، وقد قام أحد محاربي سيوكس الذين ما زالوا يحملون أسلحتهم بإطلاق رصاصة على سلاح الفرسان السابع، وقام على أثرها سلاح الفرسان السابع بفتح النار بشكل عشوائي من جميع الجهات، مما أسفر عن مقتل الرجال والنساء والأطفال بالإضافة إلى بعض زملائهم من الجنود. سرعان ما قمع سلاح الفرسان السابع حريق سيوكس وهرّب سيوكس الناجين لكن الفرسان الأمريكيين لاحقوهم وقتلوا العديد ممن كانوا غير مسلحين. بحلول الوقت الذي انتهى فيه الأمر، قُتل حوالي 146 من الرجال والنساء والأطفال من قبيلة لاكوتا سيوكس. كما قُتل خمسة وعشرون جنديًا ويعتقد أن بعضهم كانوا ضحايا نيران صديقة حيث وقع إطلاق النار في مسافة قريبة في ظروف فوضوية.[3] يُعتقد أن حوالي 150 لاكوتياً قد فروا من الفوضى، مع وفاة عدد غير معروف لاحقاً بسبب انخفاض حرارة الجسم. جدير بالذكر أن الحادثة هي المشاركة في التاريخ العسكري الذي مُنح فيه معظم ميداليات الشرف في التاريخ العسكري للولايات المتحدة. كانت هذه القبيلة الأخيرة التي تم غزوها والتي حطمت العمود الفقري ل الحروب الهندية الأمريكية والغرب الأمريكي القديم.[4]

- 1891: قامت الحرب الأهلية التشيلية من يناير إلى سبتمبر. واجه خوسيه مانويل بالماسيدا رئيس تشيلي والجيش التشيلي الموالي له خورخي مونت المجلس العسكري. تم تشكيل الأخير من خلال تحالف بين المؤتمر الوطني لشيلي والبحرية التشيلية.[5]
- 1892: حرب مقاطعة جونسون في وايومنغ. في الواقع حدثت حرب النطاق في أبريل 1892م في مقاطعة جونسون، مقاطعة ناترونا ومقاطعة كونفيرس. وكان المقاتلون هم اتحاد مزارعي الأسهم في وايومنغ (جمعية مزارعي الأسهم في وايومنغ) ورابطة المزارعين ومزارعي الثروة الحيوانية بشمال وايومنغ (NWFSGA). كانت جمعية مزارعي الأسهم في وايومنغ منظمة أقدم، تضم بعضاً من سكان الولاية الأكثر ثراءً وشعبية. كان لها نفوذ سياسي كبير في الدولة والمنطقة. كانت الوظيفة الأساسية لـجمعية مزارعي الأسهم في وايومنغ هي تنظيم صناعة الماشية من خلال جدولة عمليات الإطلاع على الماشية وشحنات الماشية. كانت NWFSGAA مجموعة من أصحاب مزارع مقاطعة جونسون الأصغر بقيادة بواسطة مستوطن محلي يُدعى بطل نيت. لقد شكلوا مؤخرًا منظمتهم من أجل التنافس مع جمعية مزارعي الأسهم في وايومنغ. قامت جمعية مزارعي الأسهم في وايومنغ بإدراج NWFSGA في القائمة السوداء وطلبت منهم إيقاف جميع العمليات، لكن NWFSGA رفضت أوامر جمعية مزارعي الأسهم في وايومنغ القوية بحلها وبدلاً من ذلك أعلنت عن خططها لإجراء تقرير إخباري خاص بها في ربيع عام 1892م. جمعية مزارعي الأسهم في وايومنغ، تحت إشراف فرانك وولكوت (عضو جمعية مزارعي الأسهم في وايومنغ وكبير نورث بلات (نبراسكا) استأجرت مجموعة من المسلحين المهرة بقصد القضاء على اللصوص المزعومين في مقاطعة جونسون وتفكيك[6] ثلاثة وعشرون مسلحًا من باريس تكساس المنطقة وأربعة محققين في الماشية من رابطة مزارعي الأسهم في وايومنغ، بالإضافة إلى آيداهو رجل الحدود جورج دانينغ الذي انقلب لاحقاً ضد المجموعة. كما انضمّ كادر من رابطة مزارعي الأسهم في وايومنغ وكبار الشخصيات في وايومنغ بما في ذلك عضو مجلس الشيوخ عن الولاية بوب تيسدال، ومفوض المياه بالولاية WJ كلارك بالإضافة إلى WC إيرفين ينت هيوبرت تيشيماخر، وكلاهما له دور فعال في تنظيم ولاية وايومنغ قبل أربع سنوات.[7][8] الجراح الدكتور تشارلز بنروز، الذي عمل طبيب المجموعة، وكذلك آسا ميرسر ورئيس تحرير صحيفة رابطة مزارعي الأسهم في وايومنغ، ومراسل صحفي في «شيكاغو تايمز»، سام ت. كلوفر، الذي ظهرت حساباته المباشرة في وقت لاحق في الصحف الشرقية.
- 1893 - 1894:حرب الجذام على كاواي في جزيرة كاواي. أقرّت حكومة هاواي المؤقتة بموجب سانفورد بي دول قانوناً من شأنه النقل القسري الجذام إلى مستعمرة الجذام في كالاواو في شبه جزيرة كالوبابا. عندما قاوم كالويكولاو وهو أبرص الاعتقال من قِبل نائب العمدة وقتل الرجل، وردّ دول بإرسال ميليشيا مسلحة ضد المجذومين في وادي كالالاو. وبحسب ما ورد أحبط كالوايكولاو أو قتلوا بعض من مطارديه. لكن الصراع انتهى بإخلاء المنطقة في يوليو 1893. المصدر الرئيسي لهذا الحدث هو منشور 1906 من قبل كاهيكينا كيليكونا (جون شيلدون) والحفاظ على القصة كما رواه آبيلاني أرملة كاهيكينا كيليكونا.[9][10]
- 1893-1894: حرب السكك الحديدية في إقليم أوكلاهوما، كانت حربًا حول مقرات المقاطعة بامتياز. استثمرت شركة روك آيلاند للسكك الحديدية في بلدات إنيد وبوند كريك بعد إعلان من وزارة الداخلية الأمريكية أن يصبح الاثنان مقرين للمقاطعة. قررت وزارة الداخلية إنشاء إنيد وبوند كريك في موقع آخر، بعيدًا عن تأثير الشركة. نتج عن ذلك تنافس اثنان من إنيد واثنان من بوند كريك على أن يصبحا مقرين للمقاطعة، ابتداءاً من سبتمبر 1893. رفضت روك آيلاند توقف قطاراتها في «إنيد الحكومية»، إذ كانوا يمرون دون أخذ الركاب. قام سكان إنيد المحبطون «بالقيام بأعمال عنف»، إذ قام البعض بإطلاق نار بانتظام على القطارات. وقام آخرون بإتلاف الركيزة وخطوط السكك الحديدية مما تسبب في وقوع حوادث قطار. أوقف النزاع في سبتمبر 1894 بعد تدخل حكومي.[11][12]
- 1893-1897: حرب كانودوس، هي عبارة عن صراعٍ بين دولة البرازيل ومجموعة من حوالي 30,000 شخص بقيادة أنتونيو كونسيلهيرو الذين أقاموا مجتمعهم الخاص في شمال شرق ولاية باهيا، في منطقة تدعي كانودوس. بعد عدة محاولاتٍ فاشلة للقمع عسكريًا، انتهي الأمر بطريقة وحشية في أكتوبر 1897، حين اجتاحت أعداد كبيرة من القوات البرازيلية القرية وقتلت معظم سكانها. وبداية الصراع كانت مع أنتونيو كونسيلهيرو ومرافقه الذي كان فلاحًا مُعدمًا لأرضٍ قاحلة، إذا احتجّا على دفع الضرائب لتلك الحكومة البعيدة في ريو دي جانيرو. وقد أسسوا قرية مكتفية ذاتيًا، وسرعان ما انضم إليهم آخرون إذ وجدوا فيها «أرضهم الموعودة». في العام 1895، رفضوا طلبات المحافظ رودريغيز ليما ورئيس أساقفة «ساو سلفادور دا باهيا» جيرونيمو توم دا سيلفا، التي تدعوهم إلى الخضوع للقانون البرازيلي وقوانين الكنيسة الكاثوليكية. في العام 1869، تم إرسال حملة عسكرية بقيادة الملازم مانويل دا سيلفا بيرس فيريرا لتهدئة الوضع، لكنه هوجم وهُزم وأجبر على الإنسحاب. تبع ذلك العديد من الحملات العسكرية القوية على كانودوس، لكنها كانت تقابل بمقاومة شرسة وتوقع خسائر فادحة. في أكتوبر 1897، تتمكن القوات البرازيلية من السيطرة على كانودوس. تم سجن من لم يقتل في الحرب ثم أعدموا من قبل الجيش.[13]
- 1894: ثورة فلاحي دونغهاك في جوسون في كوريا. بدأت الثورة في جوبو في شهر فبراير 1894 مع طبقة الفلاحين التي تظاهرت ضد سياسة الفساد للحكومات المحلية الرسمية. سميت الثورة باسم دونغهاك، وهي منطقة كورية تشدد على مبدأ المساواة بين جميع البشر. فشلت قوات الإمبراطور غوجونغ في محاولتها لقمع الثورة، تُفسح هذه الاشتباكات الطريق لصراعاتٍ أكبر. طلبت الحكومة الكورية المساعدة من امبراطورية اليابان. نجحت القوات اليابانية مسلحة بالبنادق والمدفعيات بقمع الثورة. بما أن كوريا كانت خاضعة لسلالة تشينغ الحاكمة في الصين، شكل وجود القوات اليابانية استفزازًا لها. سيتحول هذا الصراع حول السيطرة على كوريا إلى الحرب اليابانية الصينية الأولى. في نفس الوقت، كان الامبراطور الياباني ميجي يحاول منع الإمبراطورية الروسية أو أي قوى أخرى من التوسع داخل كوريا، إذ يُفسر هذا النوع من التوسع كتهديد مباشر للأمن القومي الياباني.[14]
- 1895: الدوخوبور، وهم طائفة مسيحية مسالمة في الإمبراطورية الروسية، كانت تقاوم عددًا من القوانين والأنظمة المفروضة عليهم من الحكومة الروسية. نشطوا كثيرًا في جنوب القوقاز حيث بدأ العمل بقانون التجنيد الإجباري في العام 1887 وكانوا محل إثارة للجدل حينها. كما رفضوا أداء قسم الولاء للإمبراطور الروسي الجديد نيقولا الثاني.[15][16] قام الدوخوبور في المحافظات الثلاث في جنوب القوقاز وبموجب تعليماتٍ من قائدهم المنفي بيتر فازيلوفيتش فيريجين، بتدمير أسلحتهم كإشارة على السلام المطلق. بعد أن جمع الدوخوبور سلاحهم لحرقه ليلة 28/29 يونيو (10/11 يوليو بحسب الرزنامة الجريجورية) من العام 1895، على أنغام مقاطع من المزامير والأناشيد الروحية، قام القوزاق الحوكميون باعتقالهم وضربهم. بعدها، أقام القوزاق في عدة مناطق واسعة من قرى الدوخوبور، وتفرق أكثر من 4,000  من السكان الأصليين في قرى أخرى من مناطق مختلفة في جورجيا. مات العديد من هؤلاء من جراء الجوع والتشرد.[17][18]

- 1896-1898: الثورة الفلبينية. الفلبين، جزء من جزر الهند الشرقية الإسبانية، محاولة للانفصال عن الإمبراطورية الإسبانية. بدأت الثورة الفلبينية في أغسطس 1896، بعد اكتشاف المنظمة السرية الكتيبونن المناهضة للاستعمار من قبل السلطات الإسبانية. كانت منظمة الكتيبونن،  تتحرك وتقاد بواسطة أندريسّ بونيفاسيو بحركة انفصاليّة. في تجمع جماهيري في كالوكان، نظم قادة كاتيبونا أنفسهم في حكومة ثورية وأعلنوا علنا ثورة مسلحة في جميع أنحاء البلاد. ودعا بونيفاسيو إلى شن هجوم منسق متزامن على العاصمة مانيلا. وقد فشل هذا الهجوم، ولكن ثارت المقاطعات المحيطة أيضا. وعلى وجه الخصوص، كما حقق المتمردون في كافيت بقيادة إميليو أغوينالدو انتصارات مبكرة. أدى الصراع على السلطة بين الثوار إلى إعدام بونيفاسيو في عام 1897، مع انتقال الأمر إلى أغوينالدو الذي قاد حكومته الثورية الخاصة. وفي ذلك العام، تم التوصل رسمياً إلى هدنة، على الرغم من أن الأعمال العدائية بين المتمردين والحكومة الإسبانية لم تتوقف في الواقع.[19] وبحلول يونيو، احتل المتمردون تقريبا جميع الأراضى التي تسيطر عليها أسبانيا داخل الفلبين باستثناء مانيلا . وهكذا أعلن أغوينالدو استقلاله عن إسبانيا، وأنشئت جمهورية الفلبين الأولى. بيد أن إسبانيا والولايات المتحدة لم تعترفا باستقلال الفلبين. انتهت الحكم الإسباني في الجزر رسميا فقط مع معاهدة باريس عام 1898، حيث تنازلت إسبانيا عن الفلبين وغيرها من الأراضي للولايات المتحدة. اندلعت الحرب الفلبينية الأمريكية بعد ذلك بوقت قصير.
- 1897: مجزرة لاتيمر، وهي عبارة عن موت فظيع لـ19 مهاجرًا غير مسلحين من عمال مناجم الفحم الصلب في منجم لاتيمر كانوا مضربين بالقرب من هازلتون في بنسلفينيا، في العاشر من سبتمبر من العام 1897.[20][21] قُتل العمال وغالبيتهم من العرق الفنلندي والسلوفاكي والليتواني من قبل مجموعة مأمور مقاطعة لوزيرن. كما جرحوا العشرات من العمال.[22] كانت مجزرة لاتيمر نقطة فاصلة في تاريخ اتحاد عمال المناجم.[23]
- 1898: مذبحة بافا بيكاريس في ميلانو، مملكة إيطاليا. في 5 مايو 1898، نظم العمال إضرابا للتظاهر ضد حكومة أنطونيو ستارابا، ورئيس وزراء إيطاليا، وتحميلهم مسؤولية الزيادة العامة في الأسعار وعن المجاعة التي كانت تؤثر على البلاد. وقد سفكت الدماء الأولى في ذلك اليوم، عندما قتل ابن عمدة ميلانو بينما كان يحاول وقف القوات التي تسير ضد حشد المتظاهرين. بعد احتجاج في ميلانو في اليوم التالي، أعلنت الحكومة حالة الحصار في مدينة ميلانو. وتم احضار المشاة والفرسان والمدفعية إلى المدينة وأمر الجنرال فيورنزو بافا بيكاريس قواته باطلاق النار على المتظاهرين . ووفقا للحكومة، كان هناك 118 قتيلا و450 جريحا. وأعلنت المعارضة عن مقتل 400 شخص وإصابة أكثر من 000 2 شخص. واعتقل فيليبو توراتي، أحد مؤسسي الحزب الاشتراكي الإيطالي، واتهم بتحريضه على أعمال الشغب.[24][25]
- 1898: مهمة فوليه وشانوان أو مهمة أفريقيا الوسطى - تشاد، هي بعثة عسكرية فرنسية مدمرة أرسلت من السنغال لغزو حوض تشاد وتوحيد كافة الأراضي الفرنسية في أفريقيا الغربية. انحرفت البعثة عن هدفها وقامت بأعمال عنف عشوائية ضد السكان المحليين وانتهت بمشاكل على صعيد القادة فيما بينهم.
- 1898: معركة شوجار بوينت أو معركة بحيرة ليتش، هي معركة وقعت على الشاطئ الشمالي الشرقي لبحيرة ليتش في مينيسوتا. في سبتمبر من العام 1898 في بيير آيلاند تم توقيف بوجونايغيشيغ القيادي في عصابة الأجيبوا للنهب وهم من الهنود الحمر. يظهر تقرير أن 22 فردا من العصابة ساعدوه بالهرب. تم إصدار مذكرة توقيف بحق جميع من تورط بالحادثة. في الخامس من أكتوبر من العام 1898، وصل 80 رجلًا من فوج المشاة الثالث في القوات الأميركية إلى بيير آيلاند لتنفيذ المذكرة، إلا أنهم وجدوها مهجورة فانتقلوا إلى شوجار بوينت (نقطة السكر). وهناك، كانت فرقة من 19 فردًا من العصابة مسلحين ببنادق وينشستر تراقب الجنود من منطقة حرجية. عندما قام جندي باطلاق النار، ويُزعم أنه جندي جديد أطلق النار عن طريق الخطأ، فردت العصابة بالمثل. أصيب الرائد المسؤول ميلفيل ويلكنسون بثلاث طلقات ومات. في نهاية المعركة، كانت الحصيلة سبعة جنود قتلى بمن فيهم ويلكنسون، و16 جريحًا. لم تقع إصابات بين أفراد العصابة. سرعان ما تم إصلاح العلاقات، لكن هذه الإنتفاضة كانت الفوز الأخير للسكان الأصليين في الحروب الأميركية الهندية. تعرف أيضًا باسم «انتفاضة الهنود الأخيرة في الولايات المتحدة».[26][27][28]

## أحداث سياسية عالمية مهمة
- 1890: انقسام حاد بين الإيرلنديين بعد فضيحة قائد في الحزب القومي الإيرلندي تشارلز ستيوارت بارنيل مع زوجة عضو في البرلمان.
- 1893: نيوزيلاندا تُصبح أول دولة تمنح المرأة حق التصويت.[29]
- 1894: انفجار في المرصد الملكي في غرينيتش. ويعتبر أول حادث إرهابي يُنشر خبره في كافة أنحاء بريطانيا.[30]
- قضية دريفوس، هي عبارة عن فضيحة سياسية قسمت الشارع الفرنسي في تسعينات القرن التاسع عشر وأوائل القرن العشرين. تضمنت الفضيحة إدانة النقيب ألفريد دريفوس بالخيانة في نوفمبر 1894، وهو ضابط مدفعية من يهود الألزاس.
- 1895: حركة جونغشو شانغشو، في شهر أبريل قام أكثر من 1300 شخصًا يستعدون لأداء الإختبارات الإمبراطورية بتوقيع عريضة طالبوا فيها الإمبراطور جوانغشو القيام بإصلاحات.كان كانج يووي المنظم الرئيسي لهذا التحرك. وفي مايو، تظاهر الآلاف من علماء وسكان بكين رفضًا لمعاهدة شيمونوسيكي. رد الإمبراطور بما عرف بإصلاحات المئة يوم في 1898.[31]
- 1896: الإنتخابات الرئاسية الأميركية
- 1896: خطاب صليب الذهب لويليام جيننغز بريان.
- الإمبريالية الجديدة
- يحصل الحزب الجمهوري على أغلبية ساحقة لأول مرة في تاريخ أميركا.

## أحداث في المنطقة العربية
- تأسيس مدينة الخضيرة في حيفا - فلسطين
- أنشأت حديقة الحيوان بالجيزة
- صدور العدد الأول لمجلة الهلال الثقافية في 1 سبتمبر 1892
- معركة الوجبة بين حاكم قطر الشيخ جاسم بن محمد آل الثاني ووالي البصرة العثماني محمد حافظ باشا، في 25 مارس 1893 في قلعة الوجبة.
- تأسيس جمعية الاتحاد والترقي من قبل طلبة طب من بينهم إبراهيم ساتروفا وعبد الله جودت.
- الشيخ مبارك الصباح يتولى حكم الكويت بعد قيامه باغتيال أخيه الحاكم محمد بن صباح الصباح وأخيه جراح بن صباح الصباح في 17 مايو 1896[32]
- تأسيس البنك الأهلي المصري في 25 يونيو 1898.

## العلوم والتكنولوجيا

### العلم
- أنتوني هنري بيكريل اكتشف النشاط الإشعاعي الطبيعي.
- تم اكتشاف الأشعة السينية من قِبل فيلهلم رونتغن.
- واقترح العالم السويدي سفانتي أرهينيوس والجيولوجي الأمريكي توماس شودر تشامبرلين بشكل مستقل أن انبعاثات ثاني أكسيد الكربون البشرية قد تسبب الاحترار العالمي.
- 1894: تم اكتشاف الأرجون من قِبل لورد رايلي ووليام رامزي.
- 1895: اكتُشف الهيليوم أنه يتواجد على الأرض من قِبل وليام رامزي.
- 1896: بعد عام واحد من اكتشاف الهيليوم الأرضي، اكتُشف النيون، كريبتون، والزينون من قِبل وليام رامزي وموريس ترافرز.

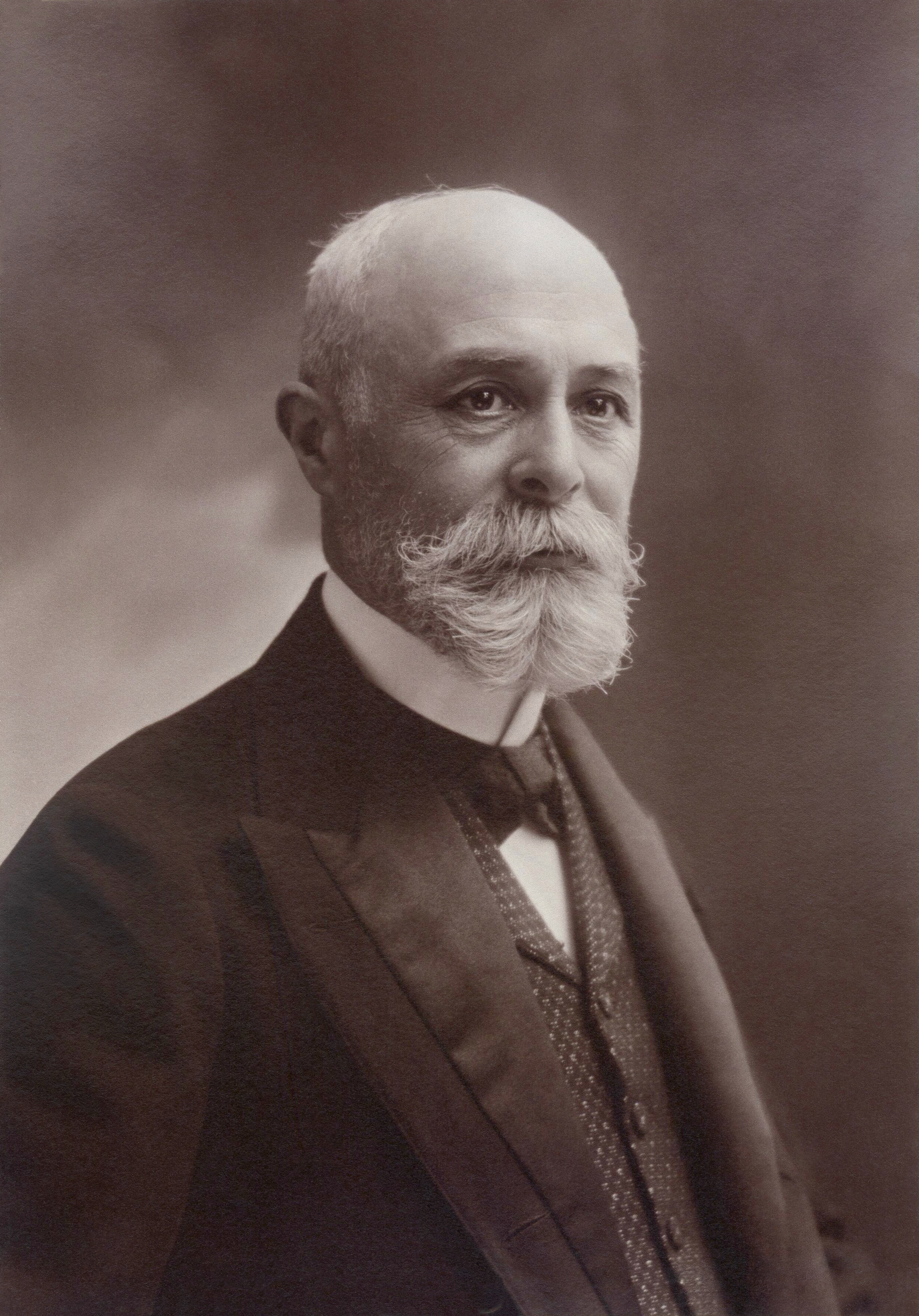
هنري بيكريل
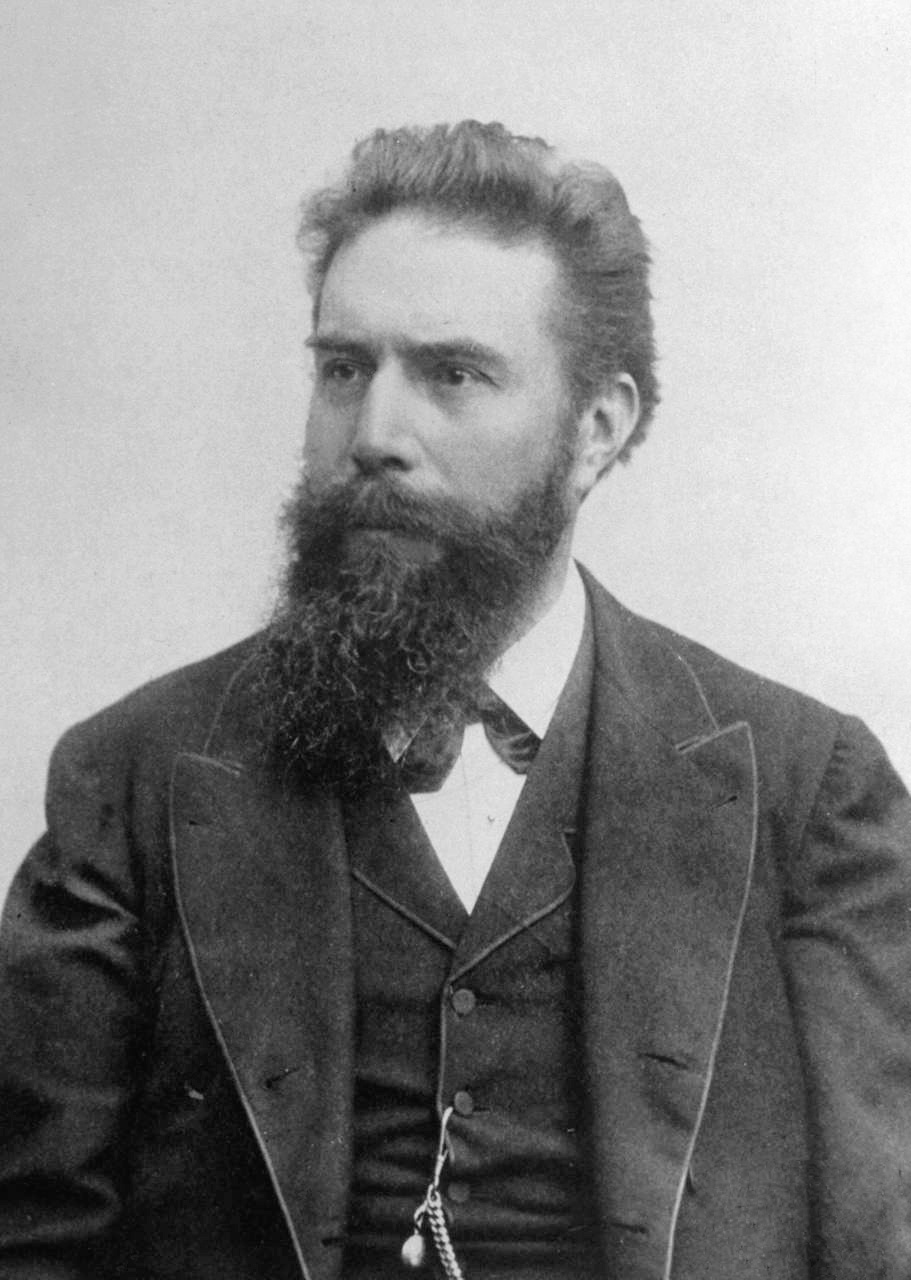
فيلهلم كونراد رونتغن
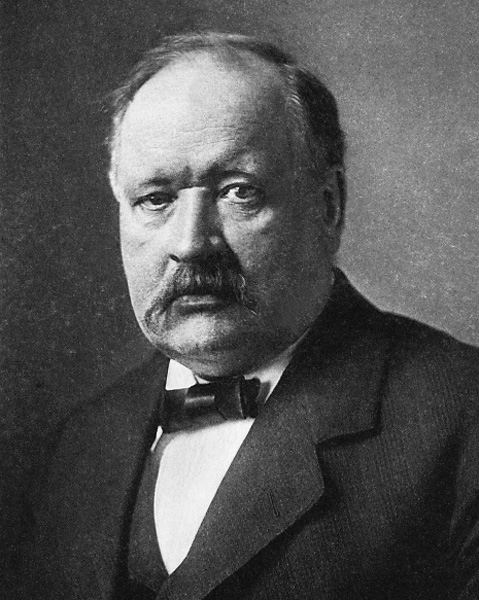
سفانت أرينيوس
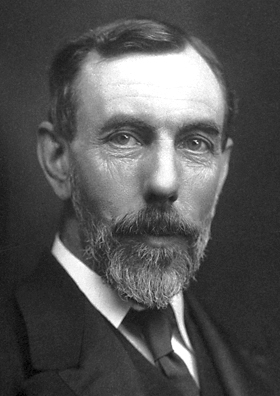
وليام رمزي
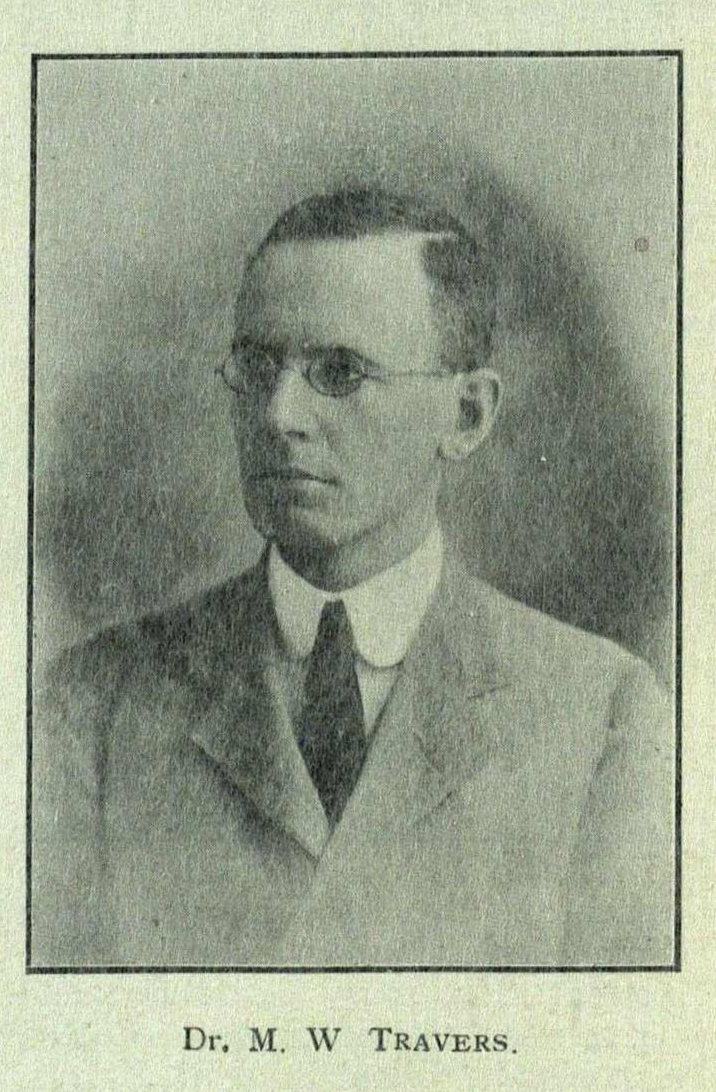
موريس ترافرز
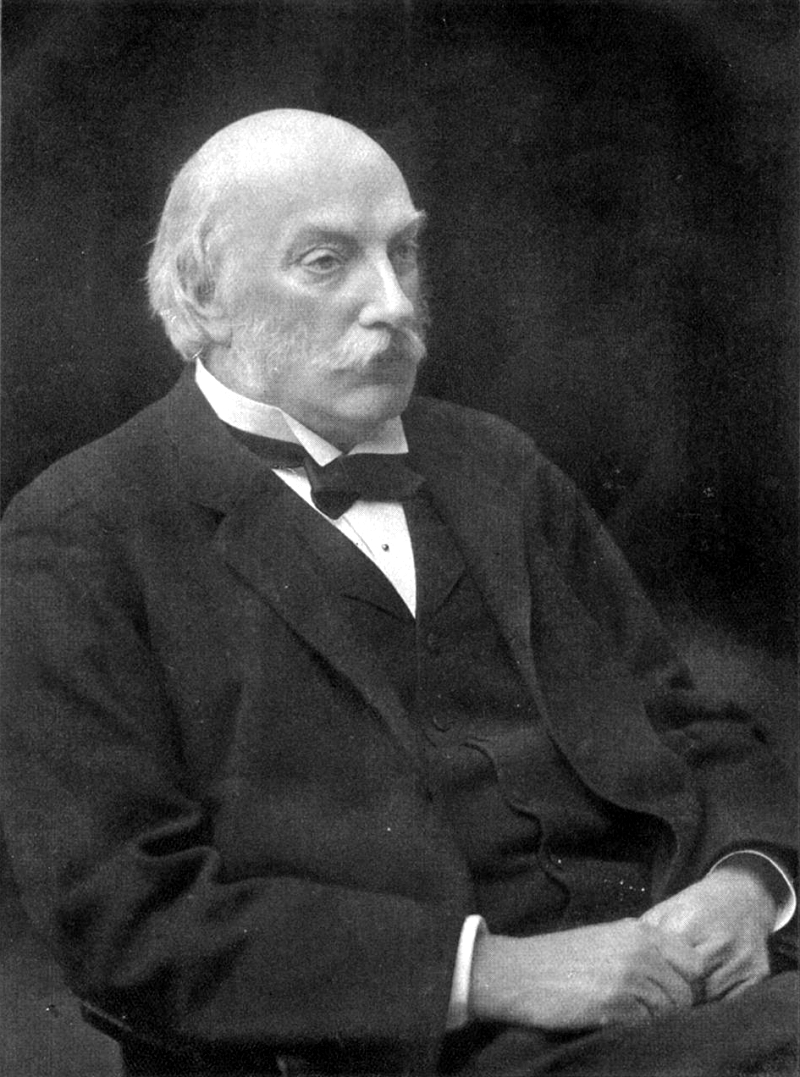
لورد رايلي

## الثقافة الشعبية
- نشاط حركة الإستيطان في شيكاغو بناءً على نموذج جين آدمز لمنازل الهول.
- ويليام جونسون كان قياديًا بارزًا في حركة الإعتدال الأميركية.
- الإدارة العلمية في حركة الإعتدال بقيادة ماري هنت، تنجح في السيطرة الكاملة على كافة القطاعات التعليمية المتعلقة بالكحول.
- نهاية القرن (في باريس وبروكسل أولاً)

### الأدب والفن

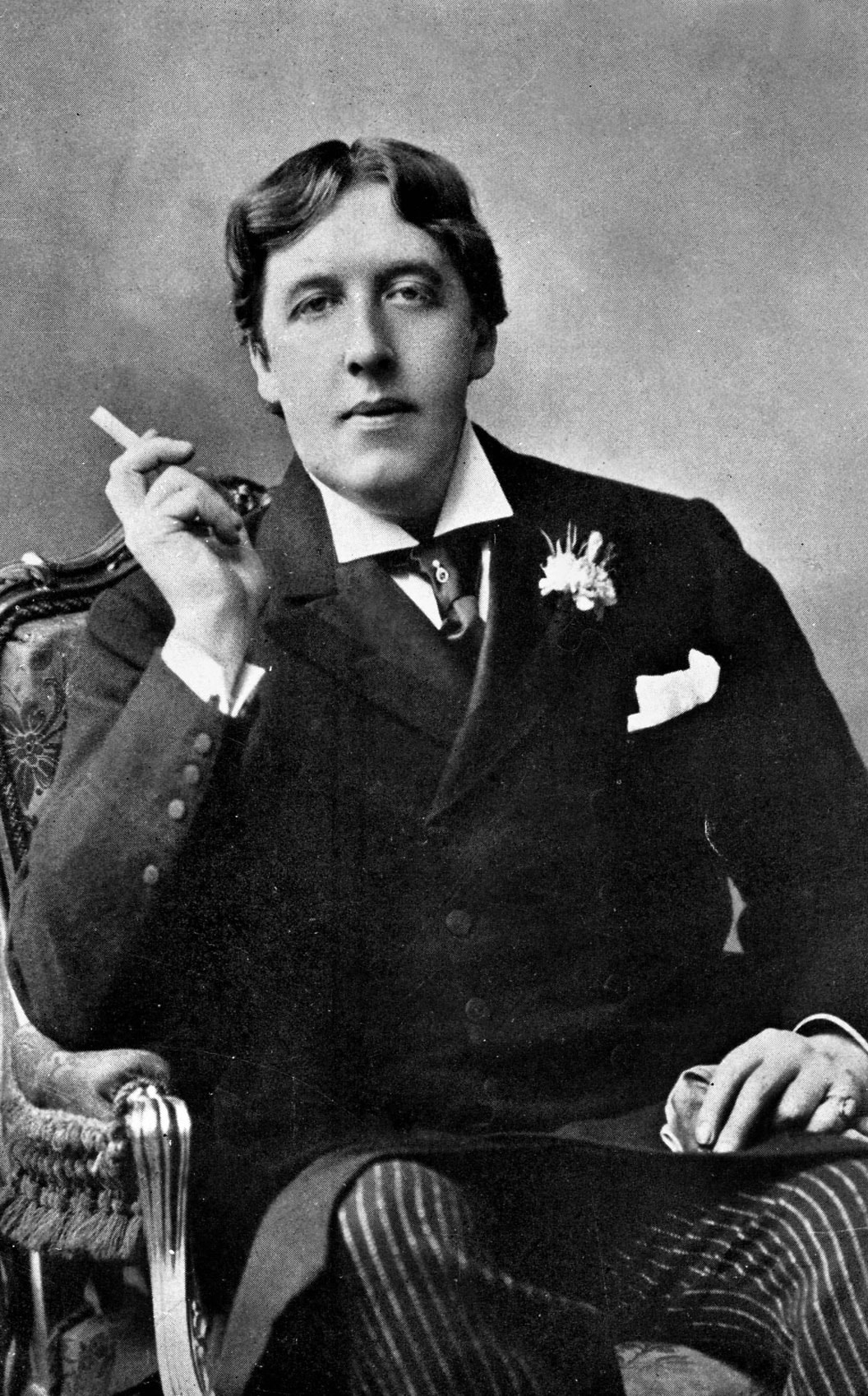
أوسكار وايلد ينشر روايته الفلسفية صورة دوريان غراي في العام 1891.
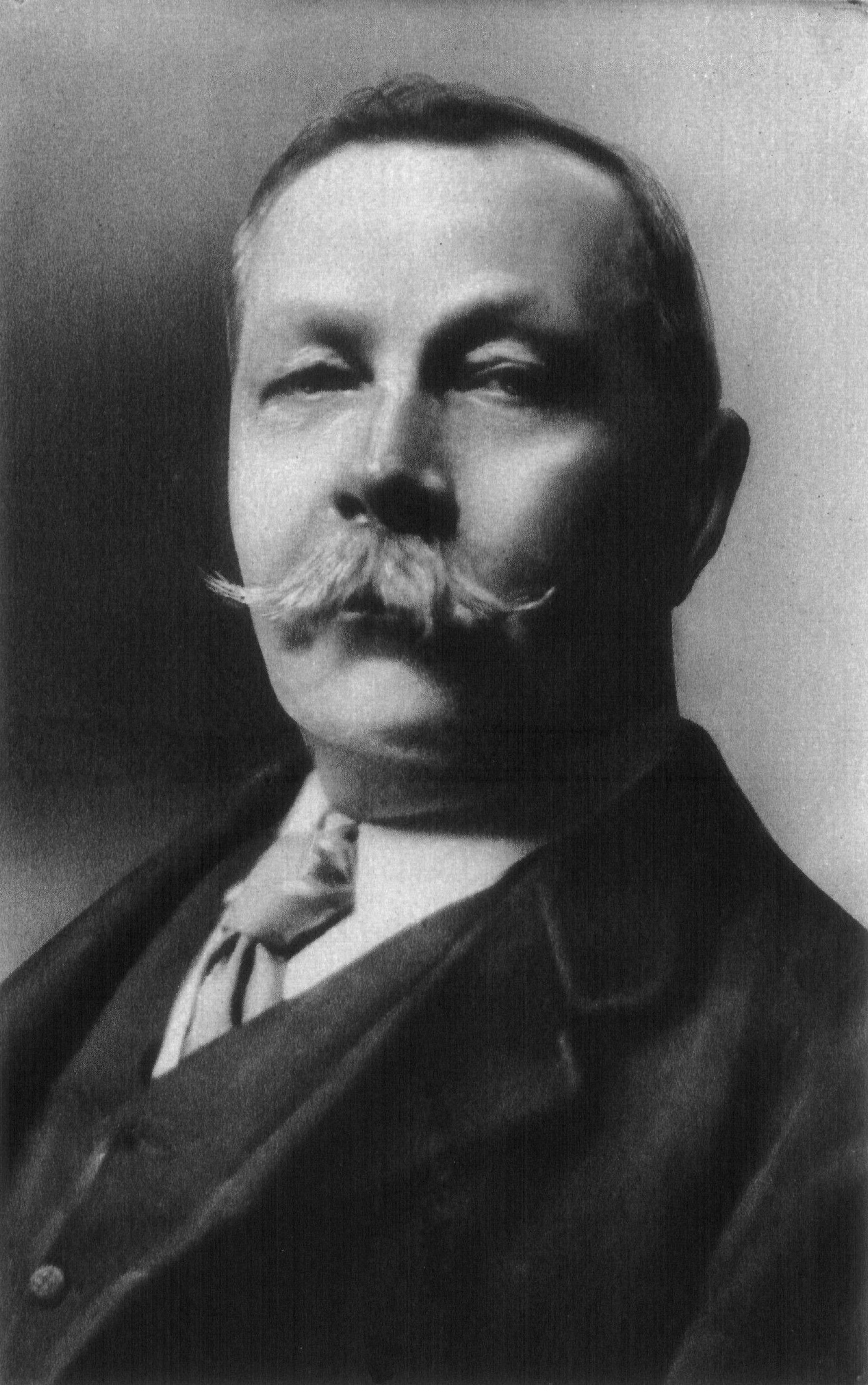
آرثر كونان دويل ينشر قصة شارلوك هولمز الأولى في مجلة ستراند في العام 1891.
- فرانك فديكند يُصدر مسرحيته صحوة الربيع في العام 1891.
- توماس هاردي ينشر روايته تيس: امرأة نقية قُدمت بإخلاص في العام 1891.
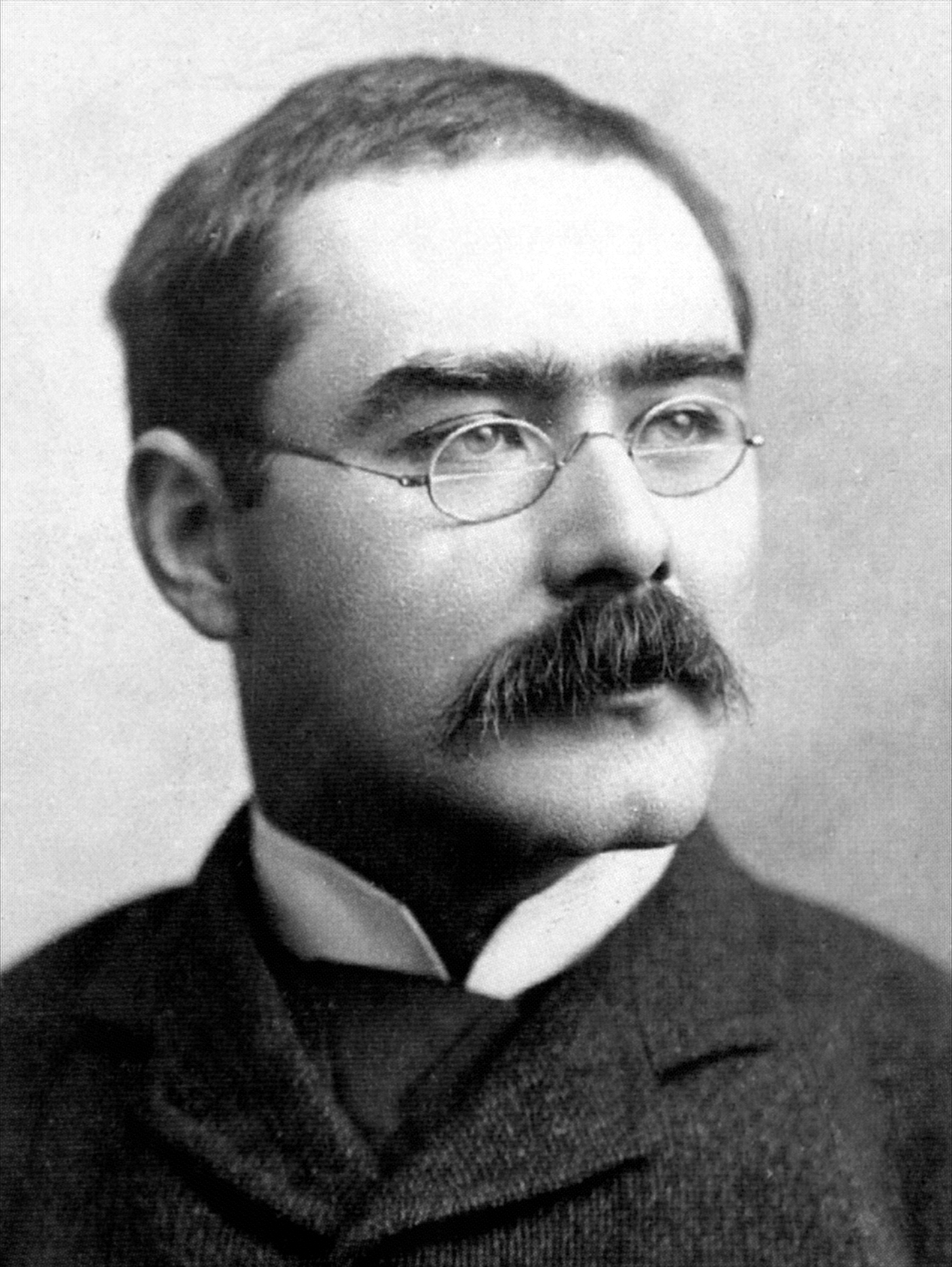
روديارد كبلينغ ينشر مجموعته الشعرية والغنائية قصص الثكنات في العام 1892.
- شارلوت بيركنز خيلمان تنشر قصتها القصيرة ورق الحائط الأصفر في العام 1892.
- روديارد كبلينغ ينشر كتاب الأدغال في العام 1894 وهو عبارة عن مجموعة من القصص.
- كيت شوبان تنشر قصتها القصيرة قصة ساعة من الزمن في العام 1894.
- جورج هنري توماس ينشر أول أغنية مصورة وهي الطفل الصغير الضائع في العام 1894.
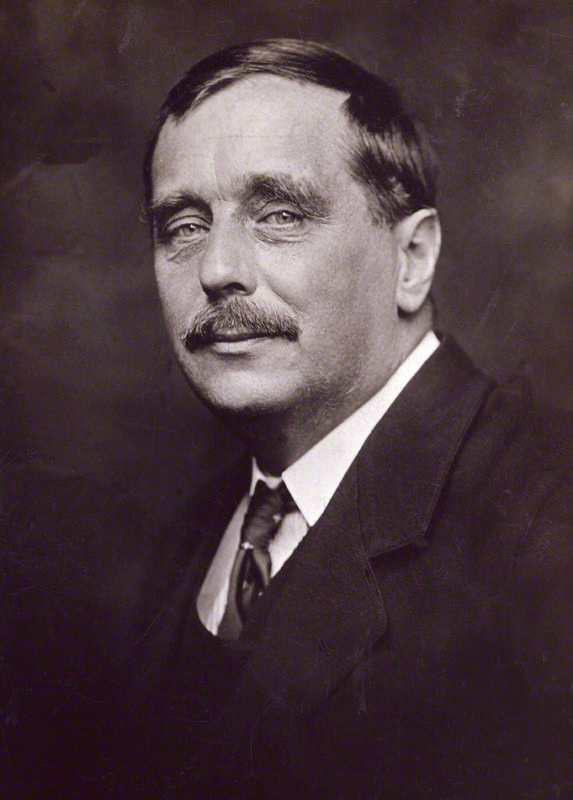
هربرت جورج ويلز ينشر روايته الخيالية آلة الزمن 1895، جزيرة الدكتور مورو 1896، حرب العوالم 1898. ابتكر هربرت الخيال العلمي الحديث من خلال روايته حرب العوالم.
مارك توين
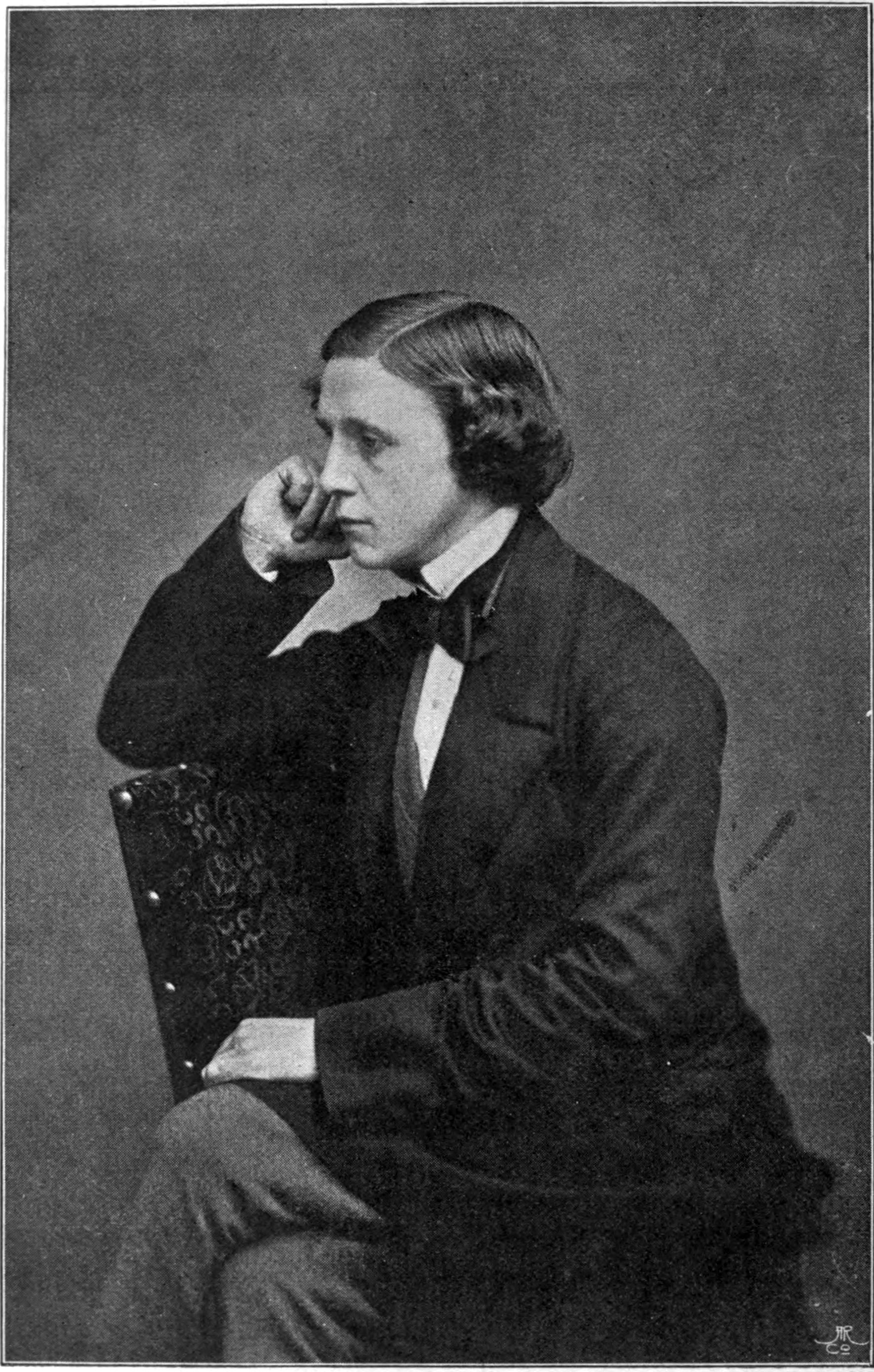
لويس كارول

- ألفرد إدوارد هاوسمان مجموعته الشعرية فتى شروشاير في العام 1896.
- ويليام جيمس ينشر كتابة إرادة الإعتقاد في العام 1896، ليُقدم بذلك أساسيات البراغماتية.
- برام ستوكر ينشر روايته دراكولا في العام 1897.
- انطوني تشيخوف ينشر مسرحيته العم فانيا في العام 1899.
- كيت شوبان تنشر رواية اليقظة في العام 1899.
- جوزيف كونراد ينشر رواية قلب الظلام في العام 1899.
- ارتفاع نسبة الإهتمام بالفن الجديد.  - أوسكار وايلد
  - آرثر كونان دويل
  - روديارد كيبلينغ
  - هربرت جورج ويلز
  - مارك توين
  - لويس كارول

## شخصيات بارزة

### ملوك ورؤساء

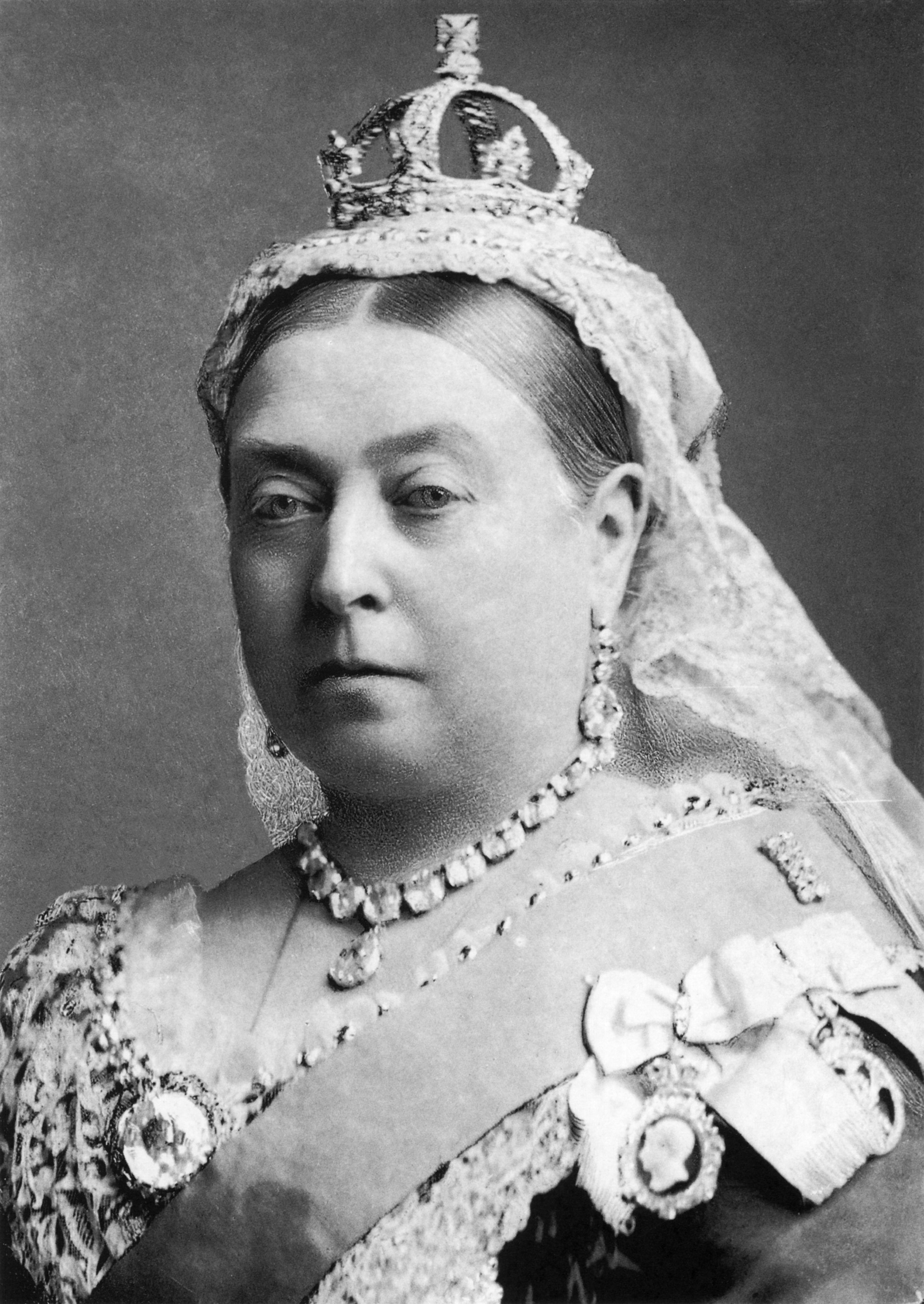
الملكة فيكتوريا  بريطانيا
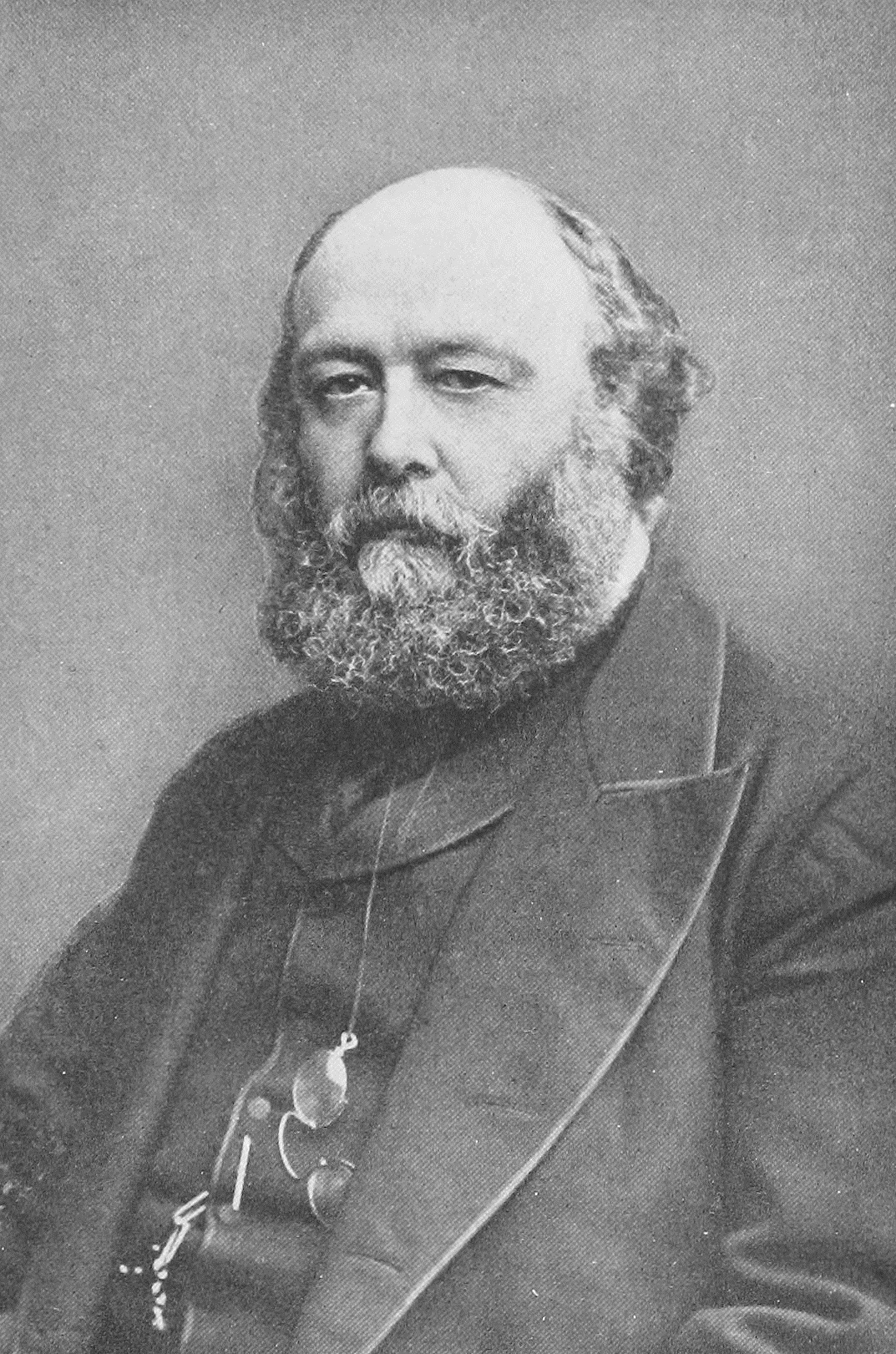
رئيس الوزراء روبرت غاسكوين - سيسيل  بريطانيا
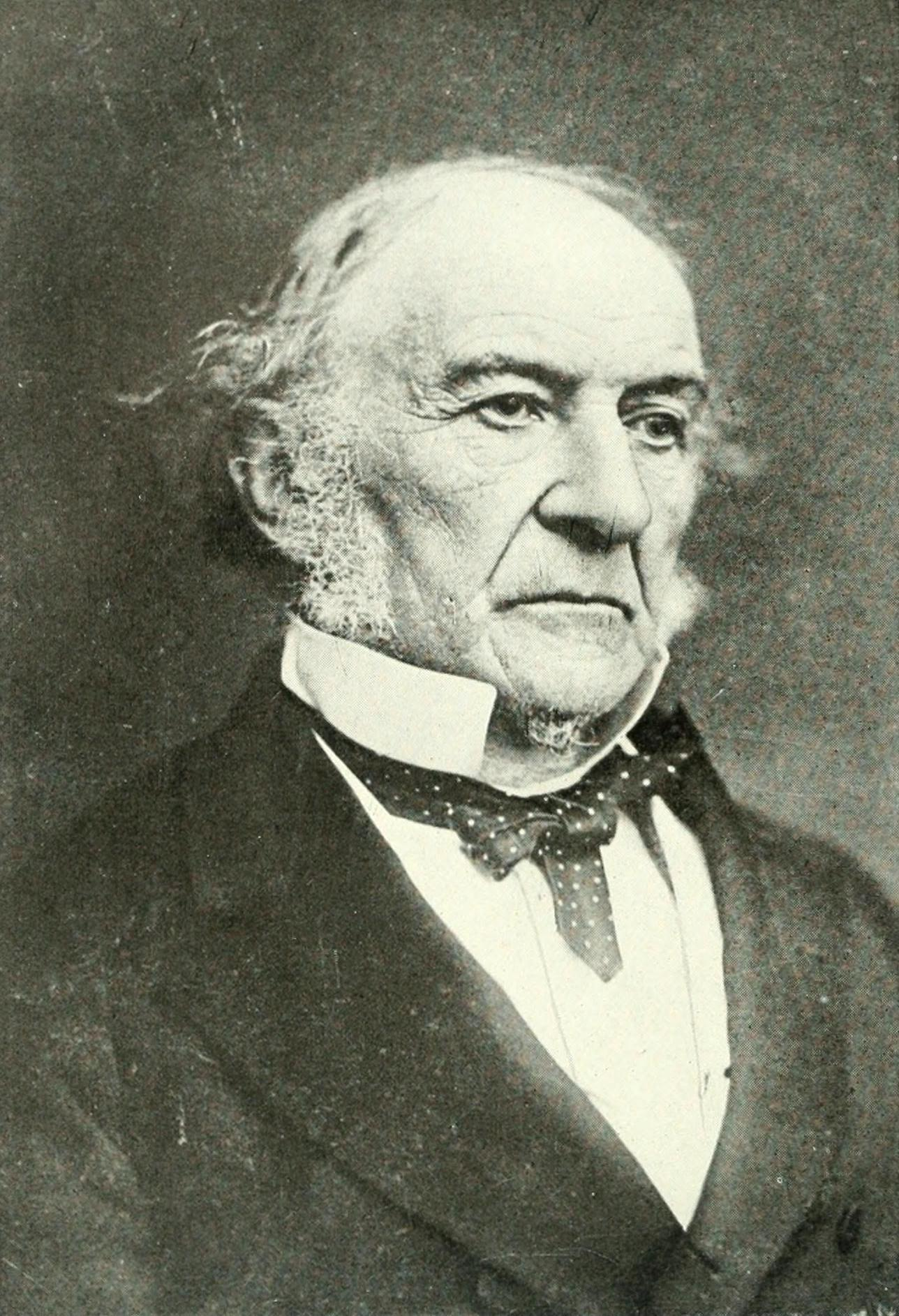
رئيس الوزراء ويليام إيوارت غلادستون  بريطانيا
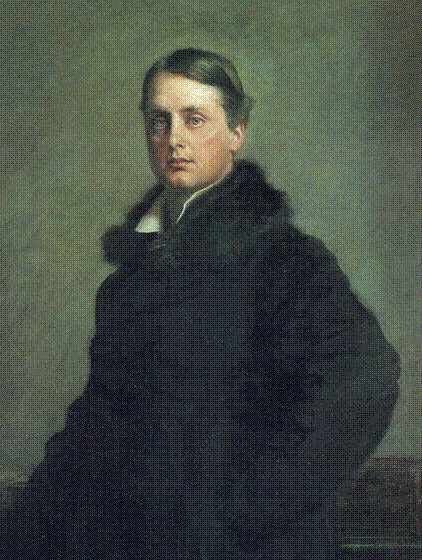
رئيس الوزراء أرشيبالد بريمروز بريطانيا
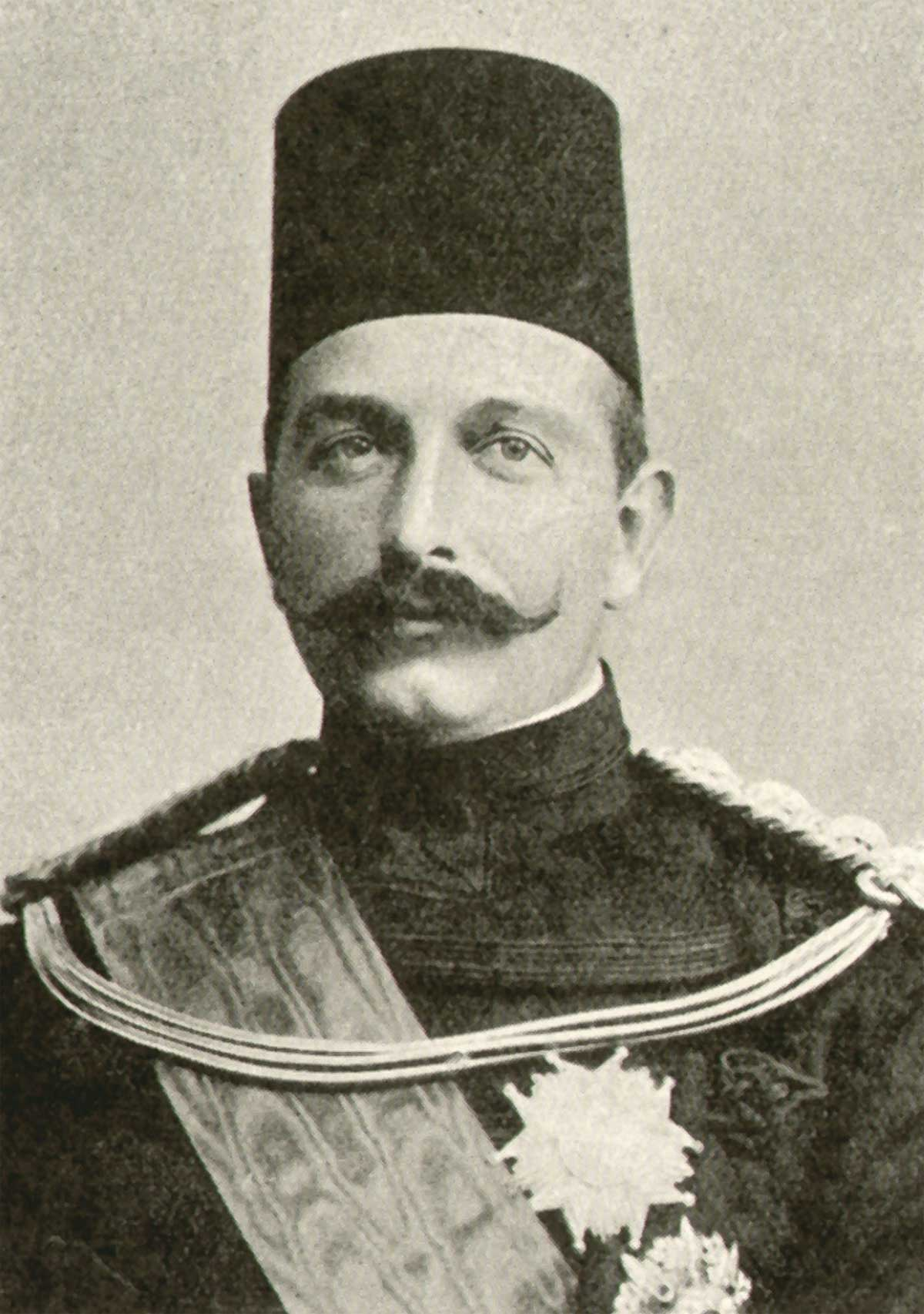
عباس حلمي الثاني مصر
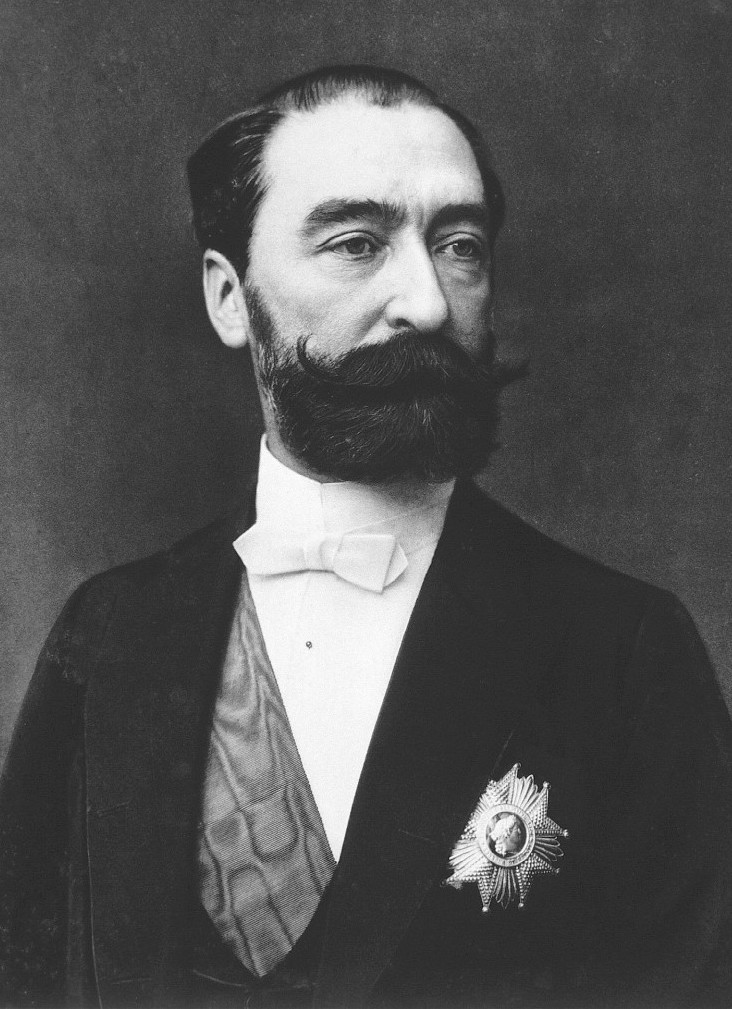
الرئيس سادي كورنو فرنسا
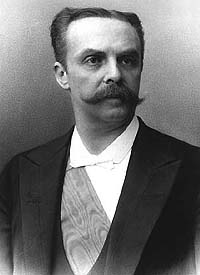
الرئيس جان كاسيمير بيرييه فرنسا
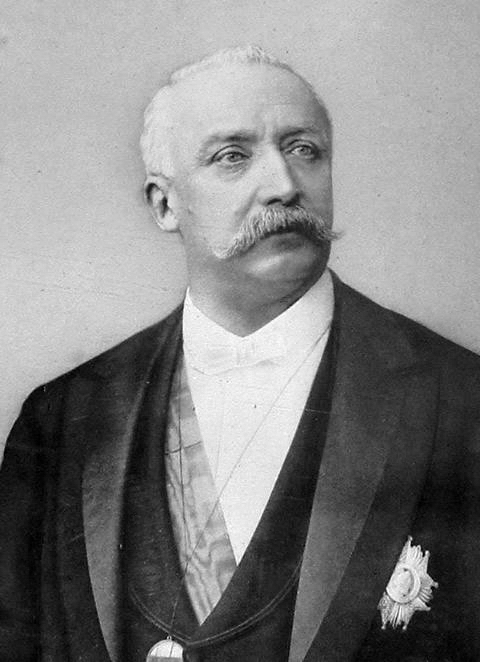
الرئيس فيليكس فور فرنسا
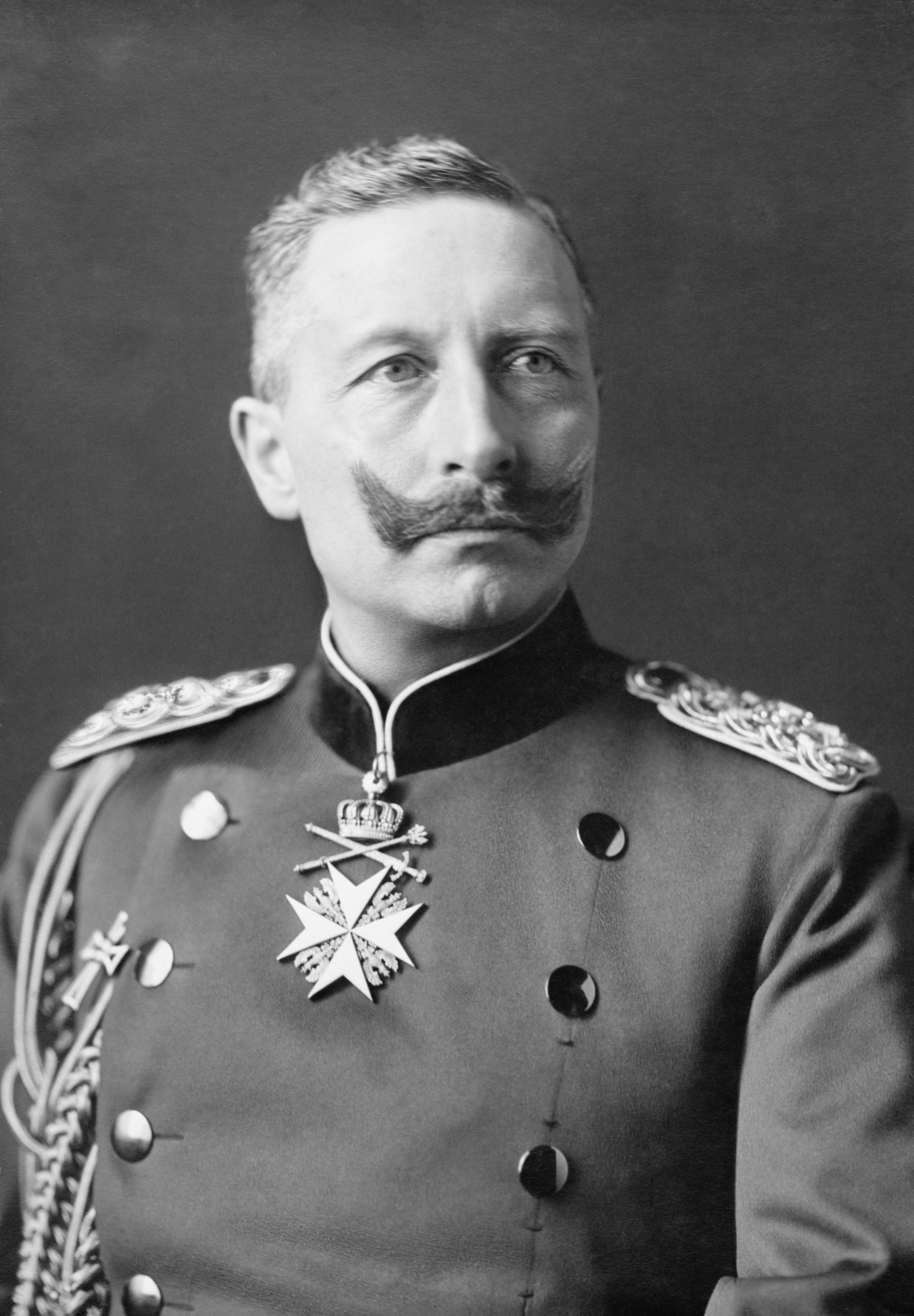
قيصر وليهيم الثاني  الإمبراطورية الألمانية
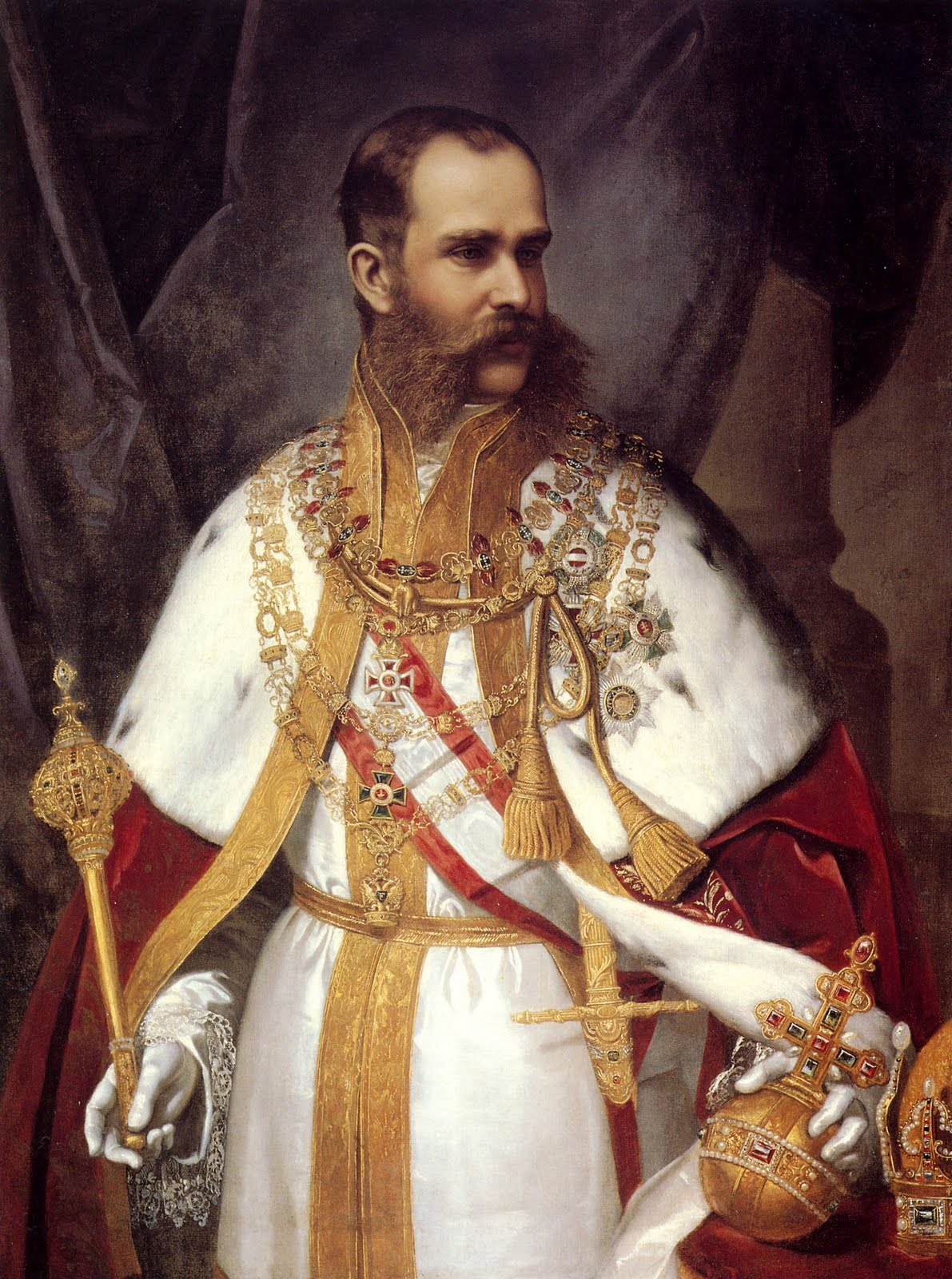
الإمبراطور فرانز جوزيف النمسا-المجر
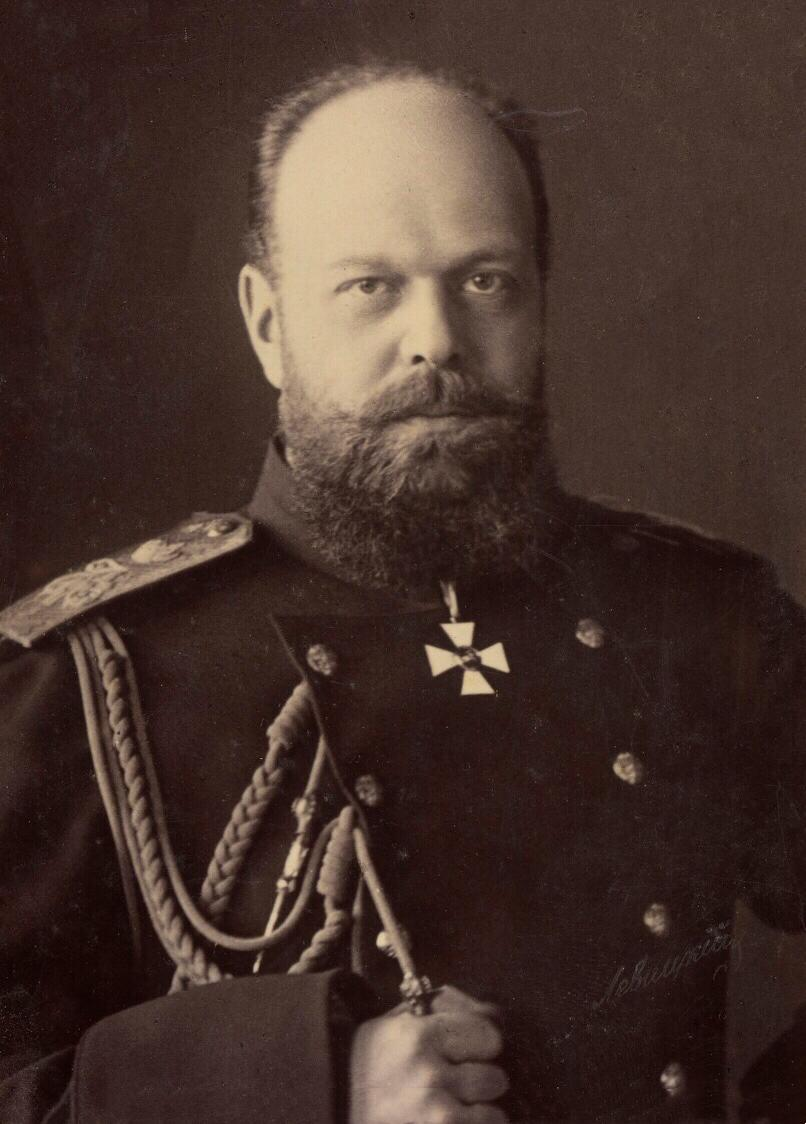
سيزر ألكسندر روسيا
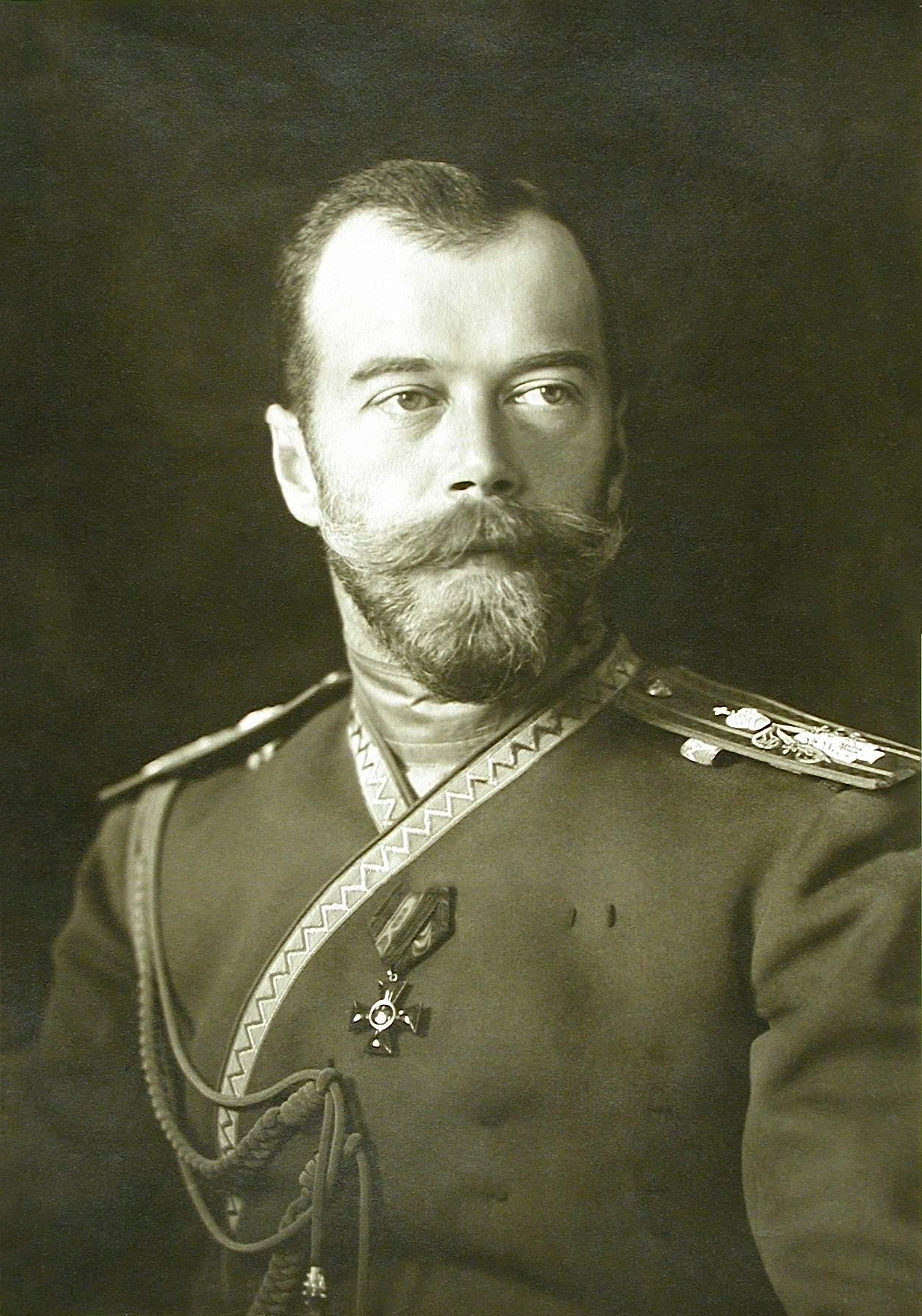
القيصر نيكولاس الثاني روسيا
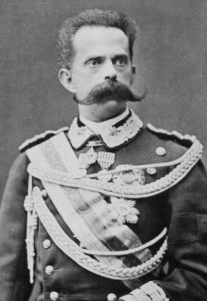
الملك امبريتو الثاني مملكة إيطاليا
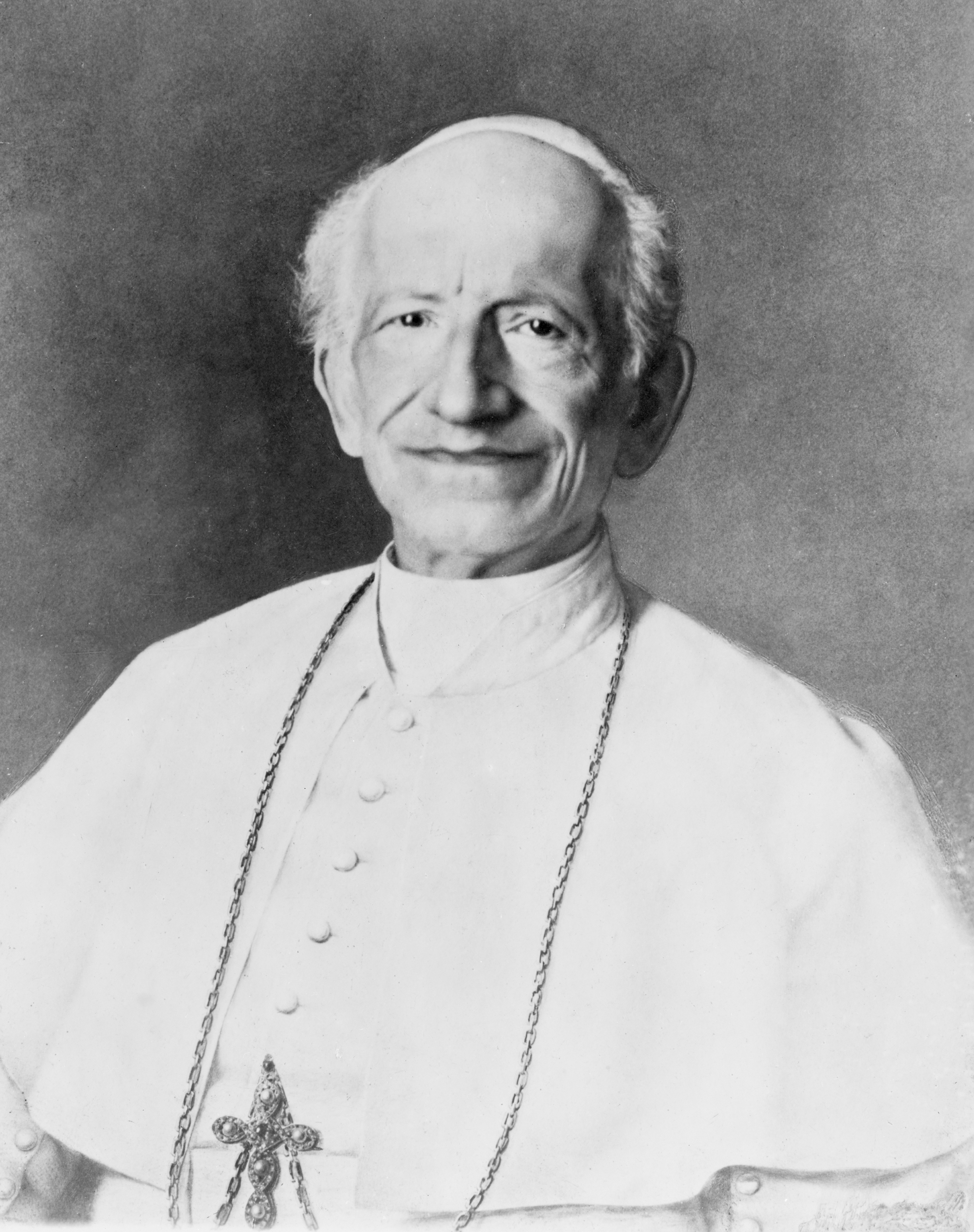
البابا ليو الثالث عشر   الفاتيكان
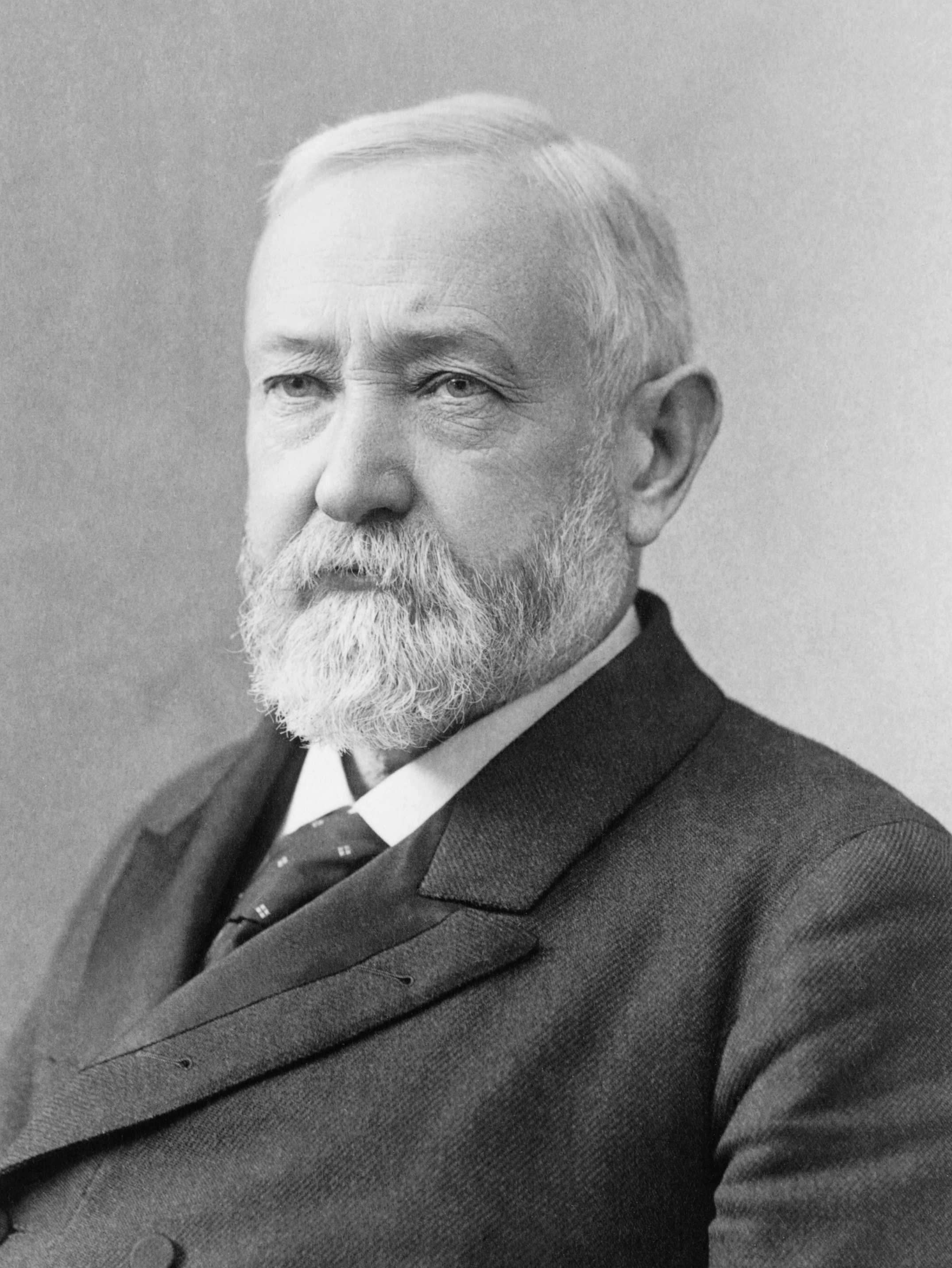
الرئيس بينجامين هيرسون  الولايات المتحدة
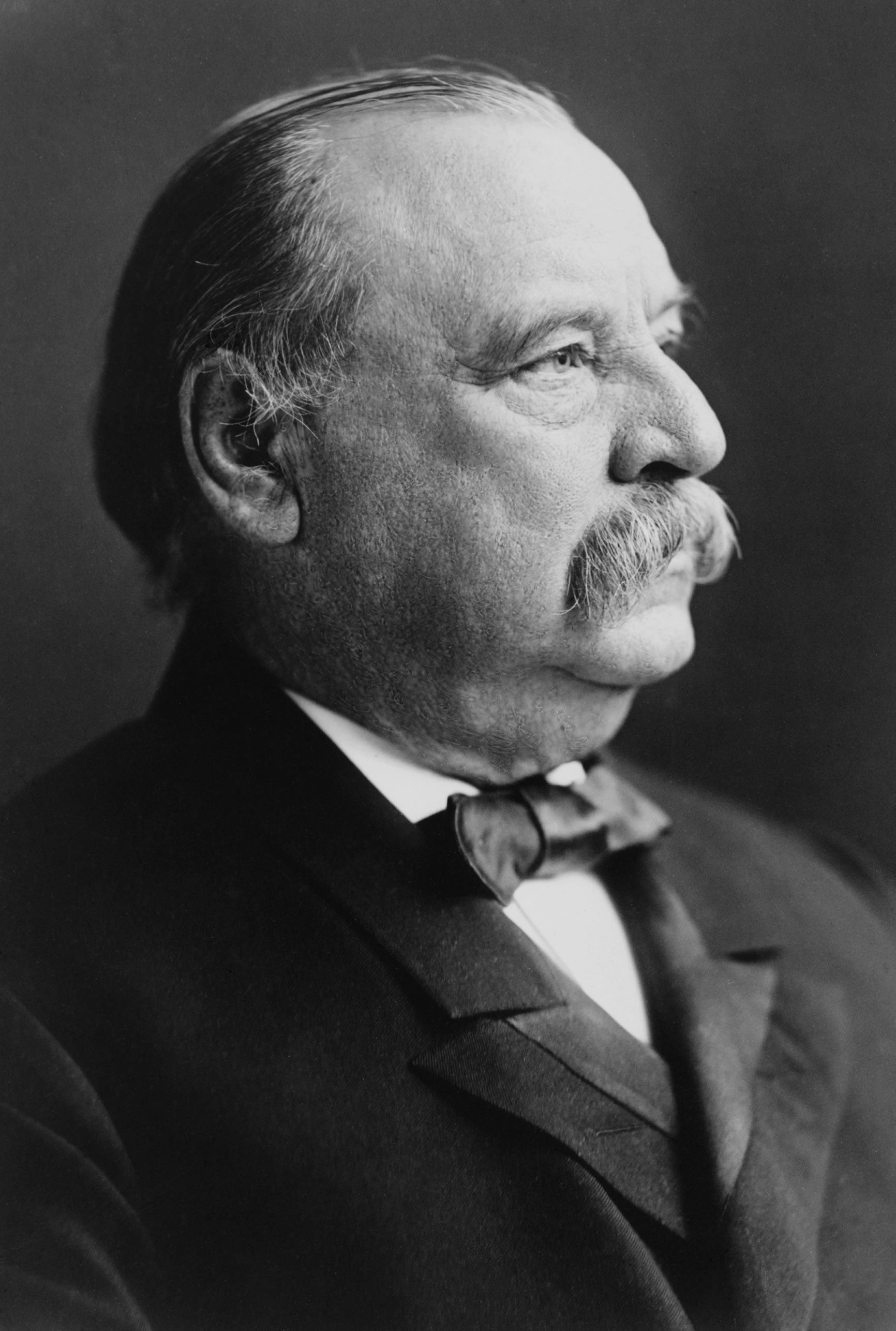
الرئيس جروفر كليفلاند الولايات المتحدة
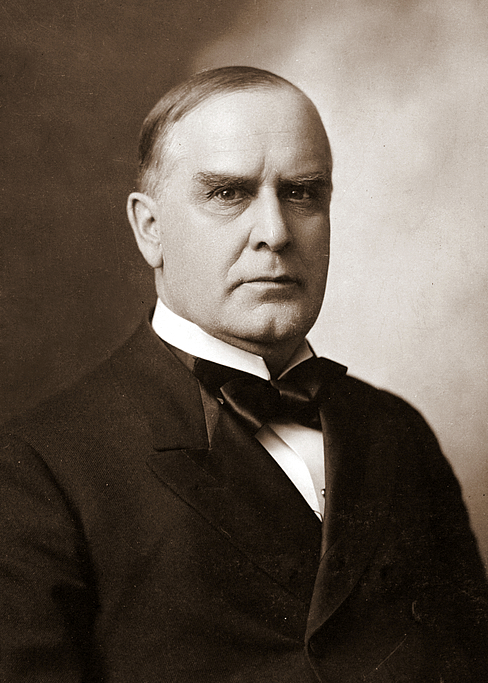
الرئيس ويليام ماكينلي الولايات المتحدة
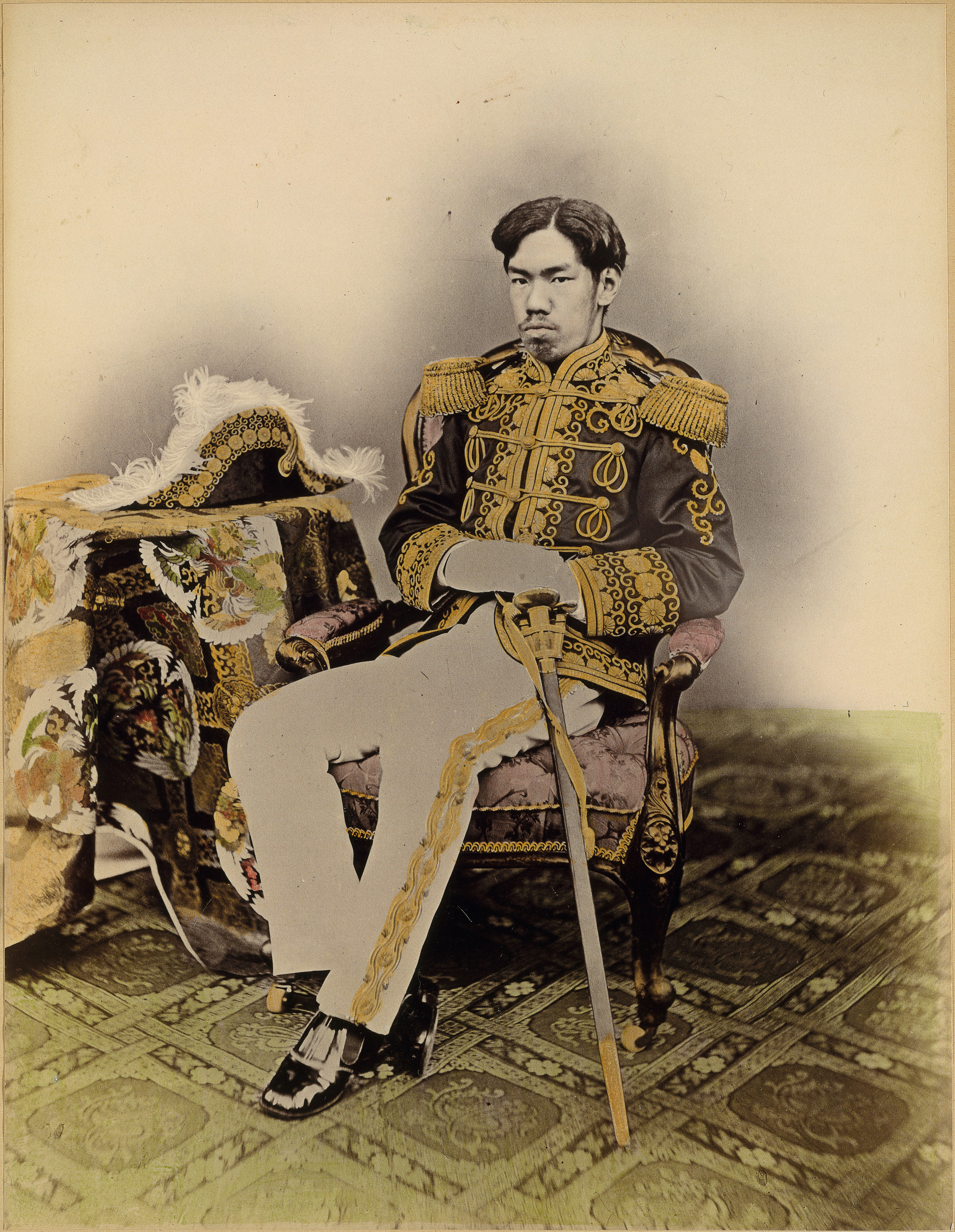
الامبراطور ميجي اليابان
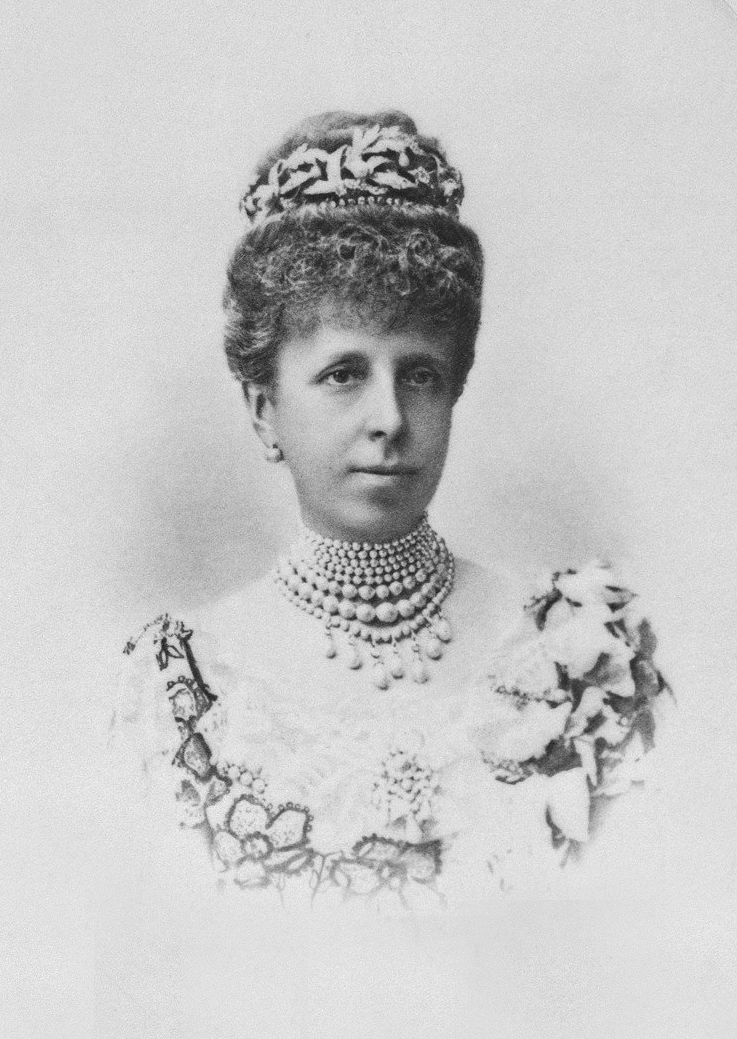
الملكة قرينة ماريا كريستينا من إسبانيا أسبانيا
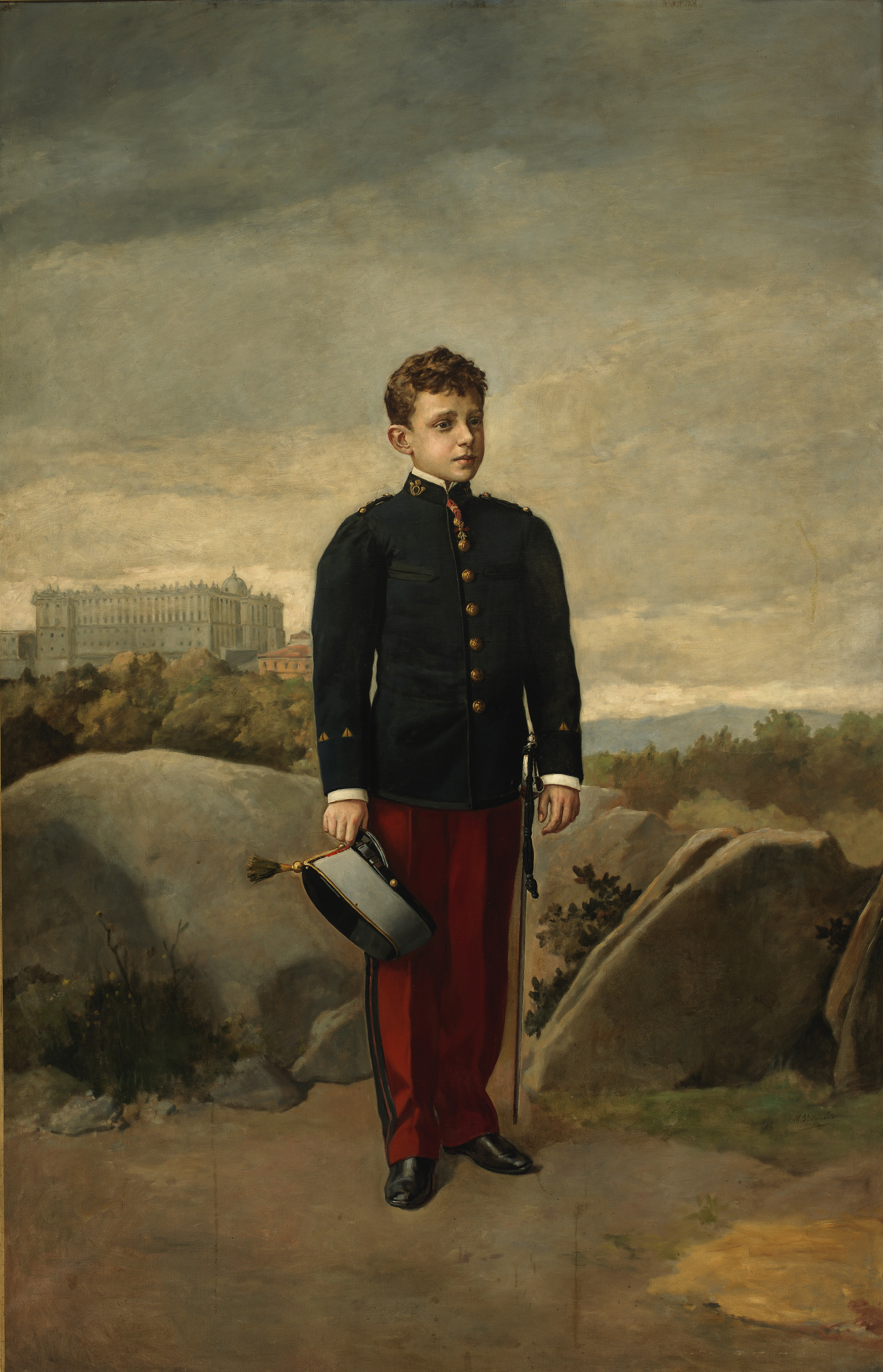
الملك ألفونسو الثالث عشر أسبانيا
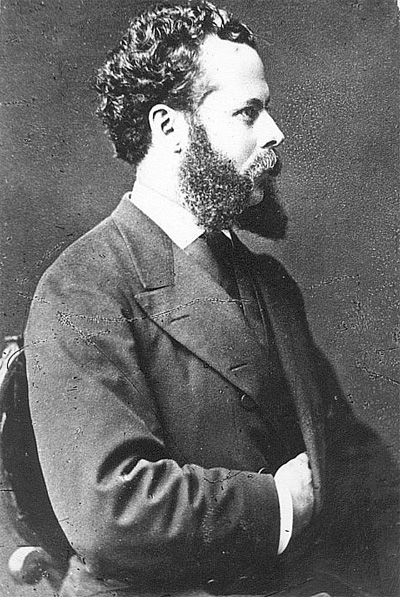
الرئيس نيكولاس دي بيرولا بيرو
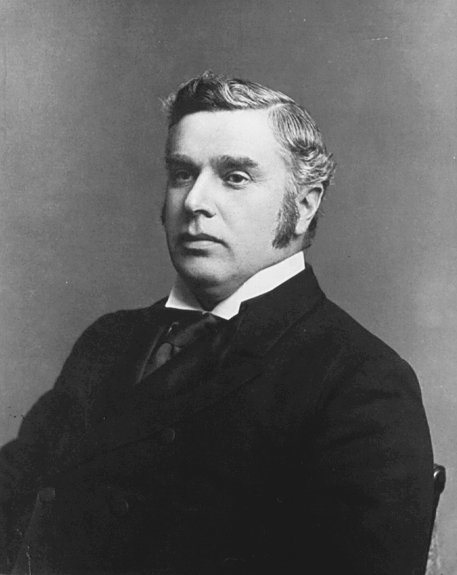
رئيس الوزراء جون تومسون كندا
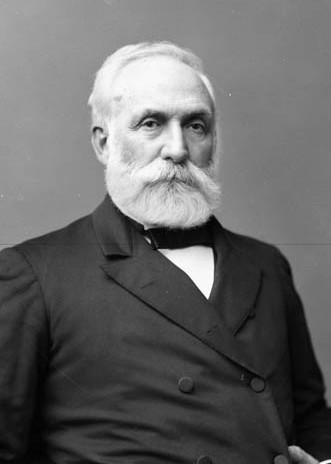
ماكنزي بويل  كندا
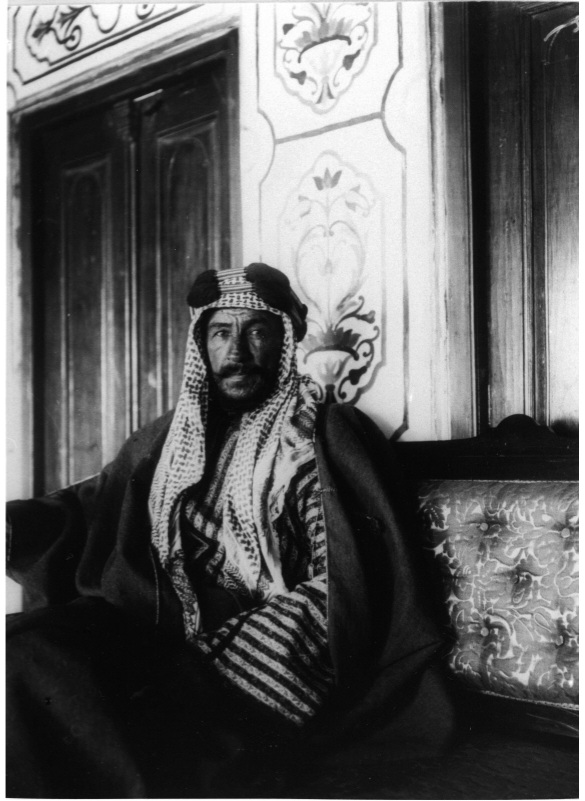
مبارك الصباح الكويت

## معرض صور

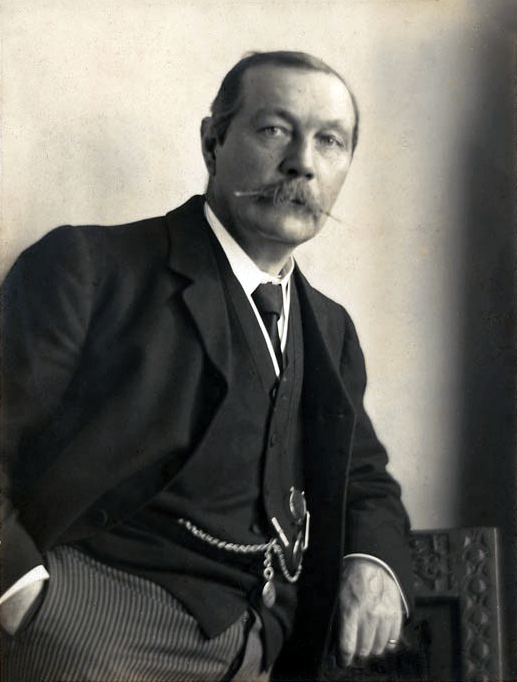
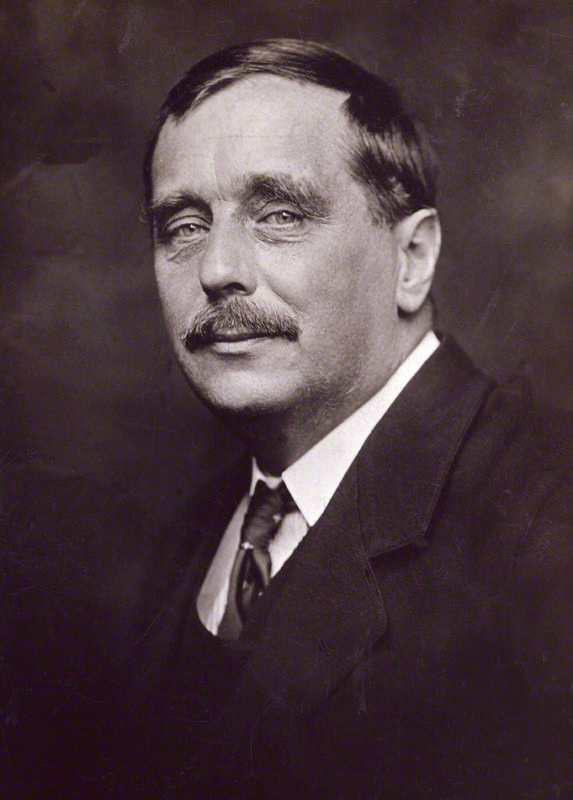
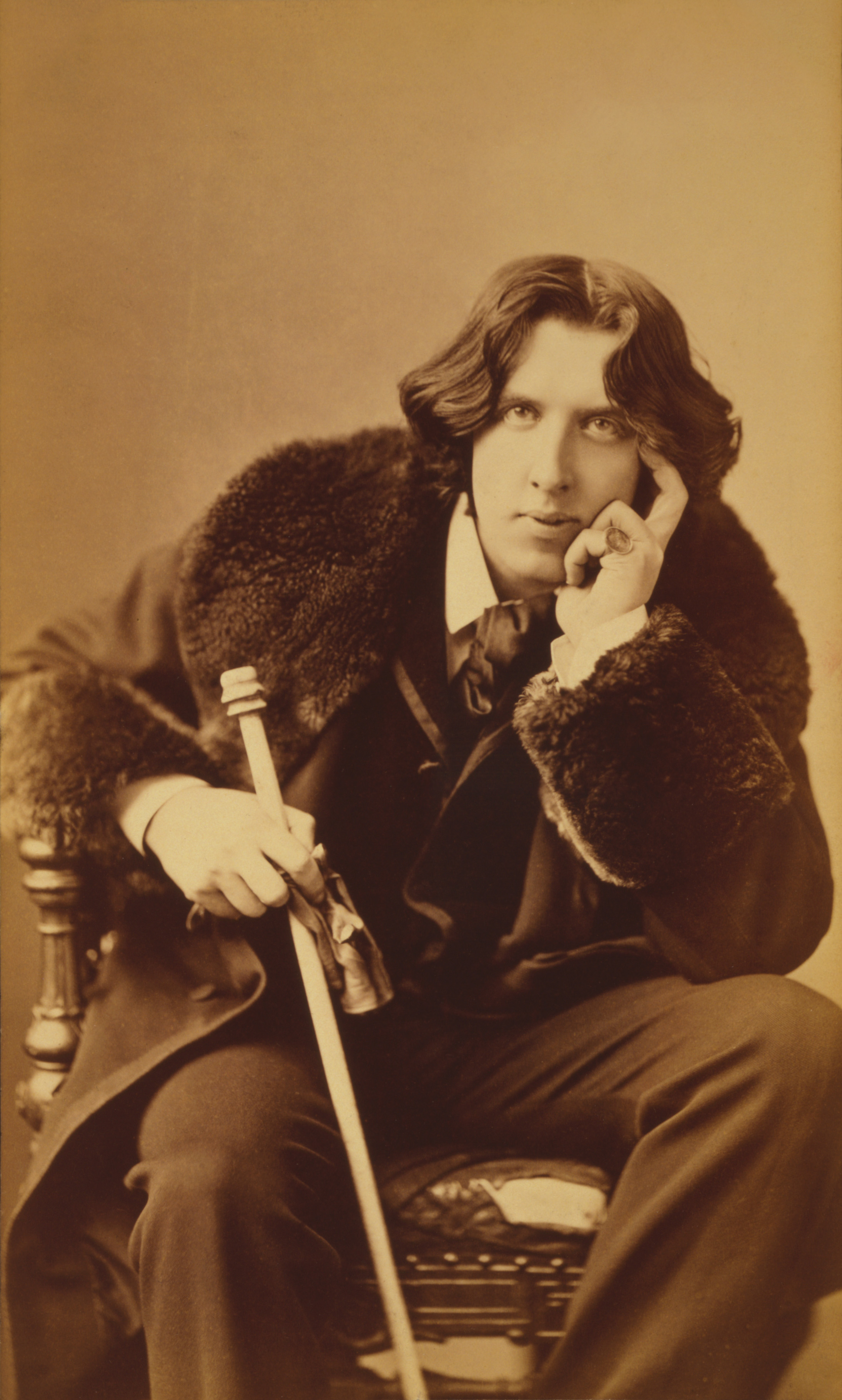
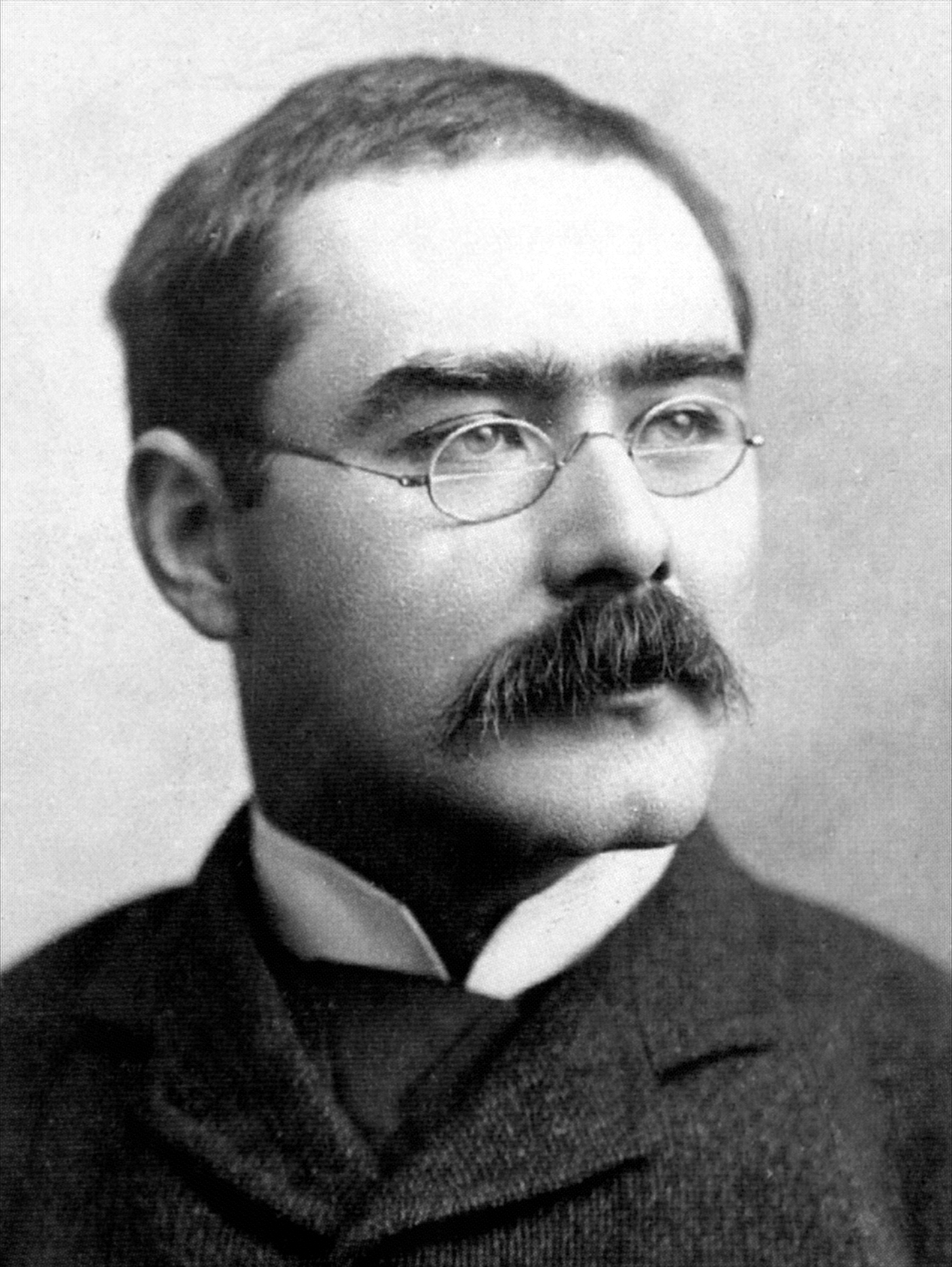
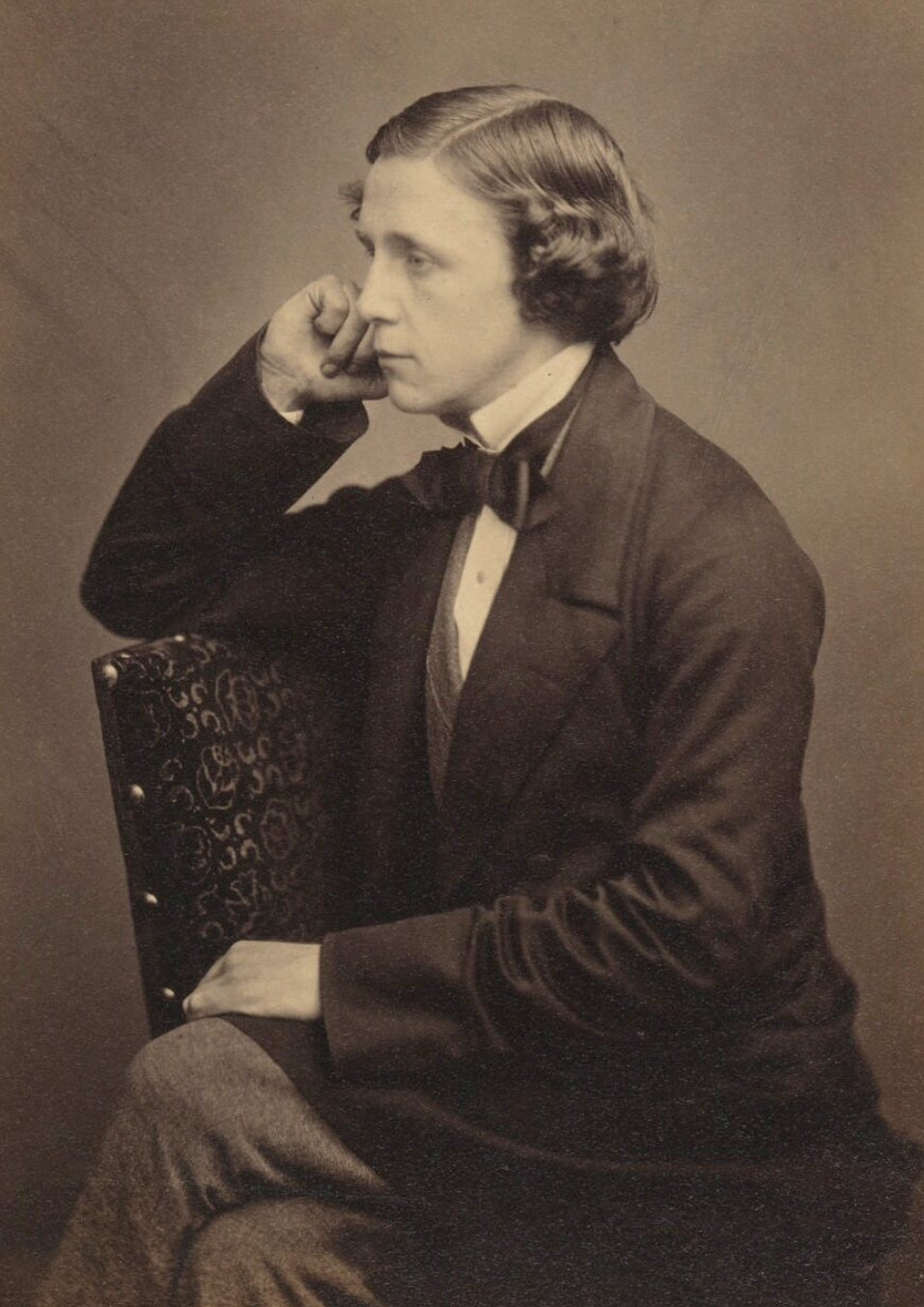